# 1 Pułk Szwoleżerów Józefa Piłsudskiego

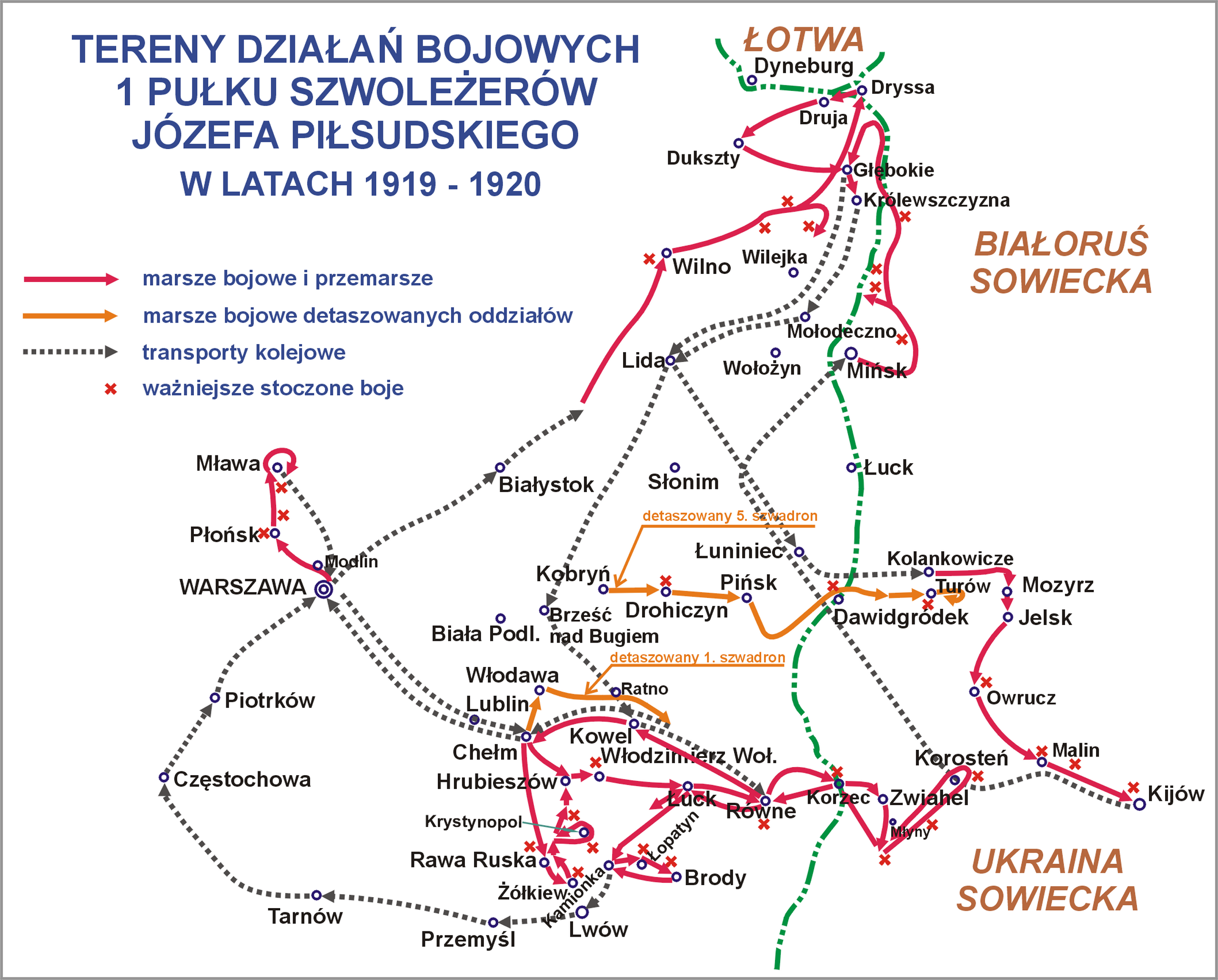
Tereny działań pułku w latach 1919–1920

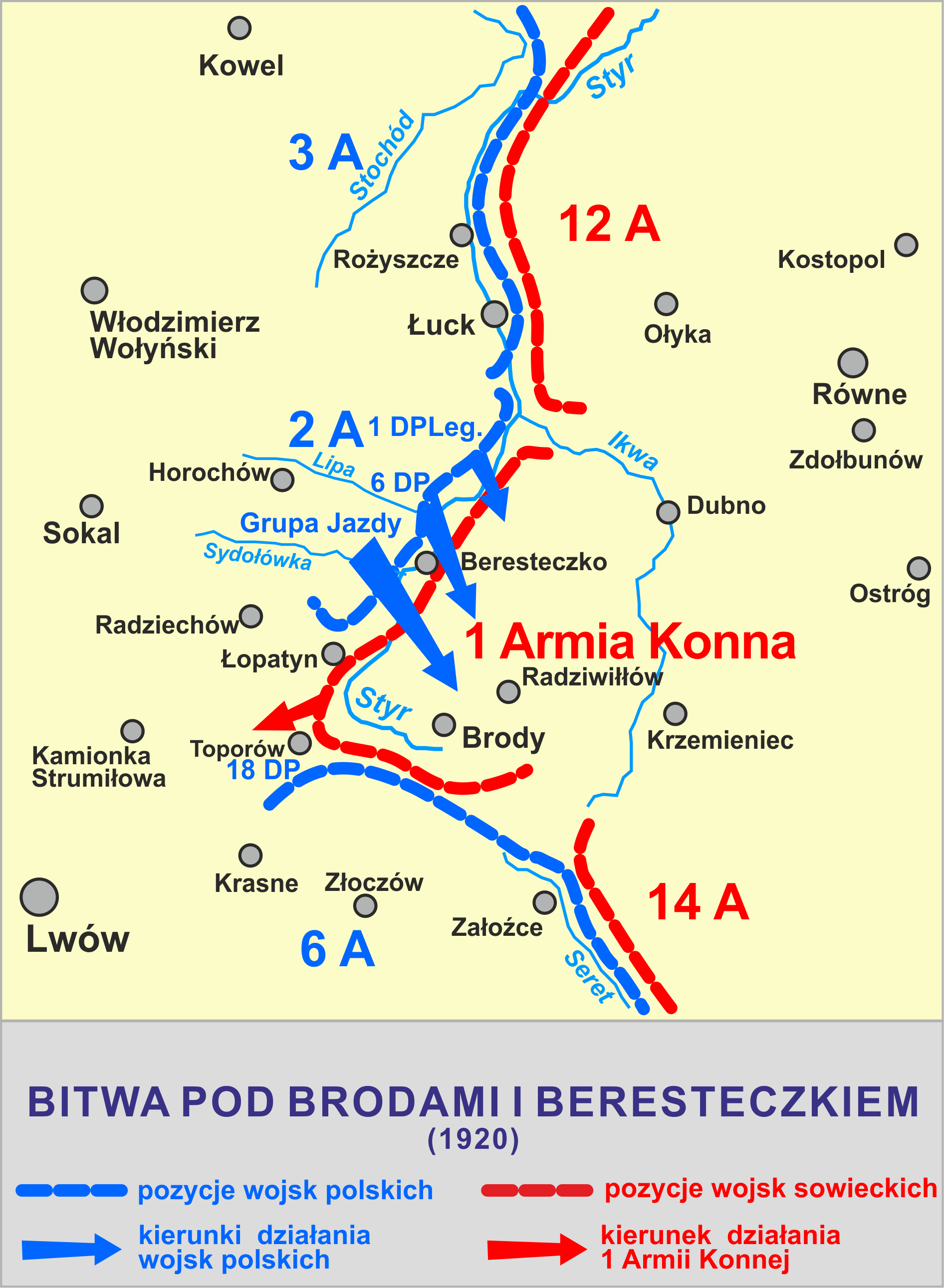
29 lipca – 3 sierpnia 1920

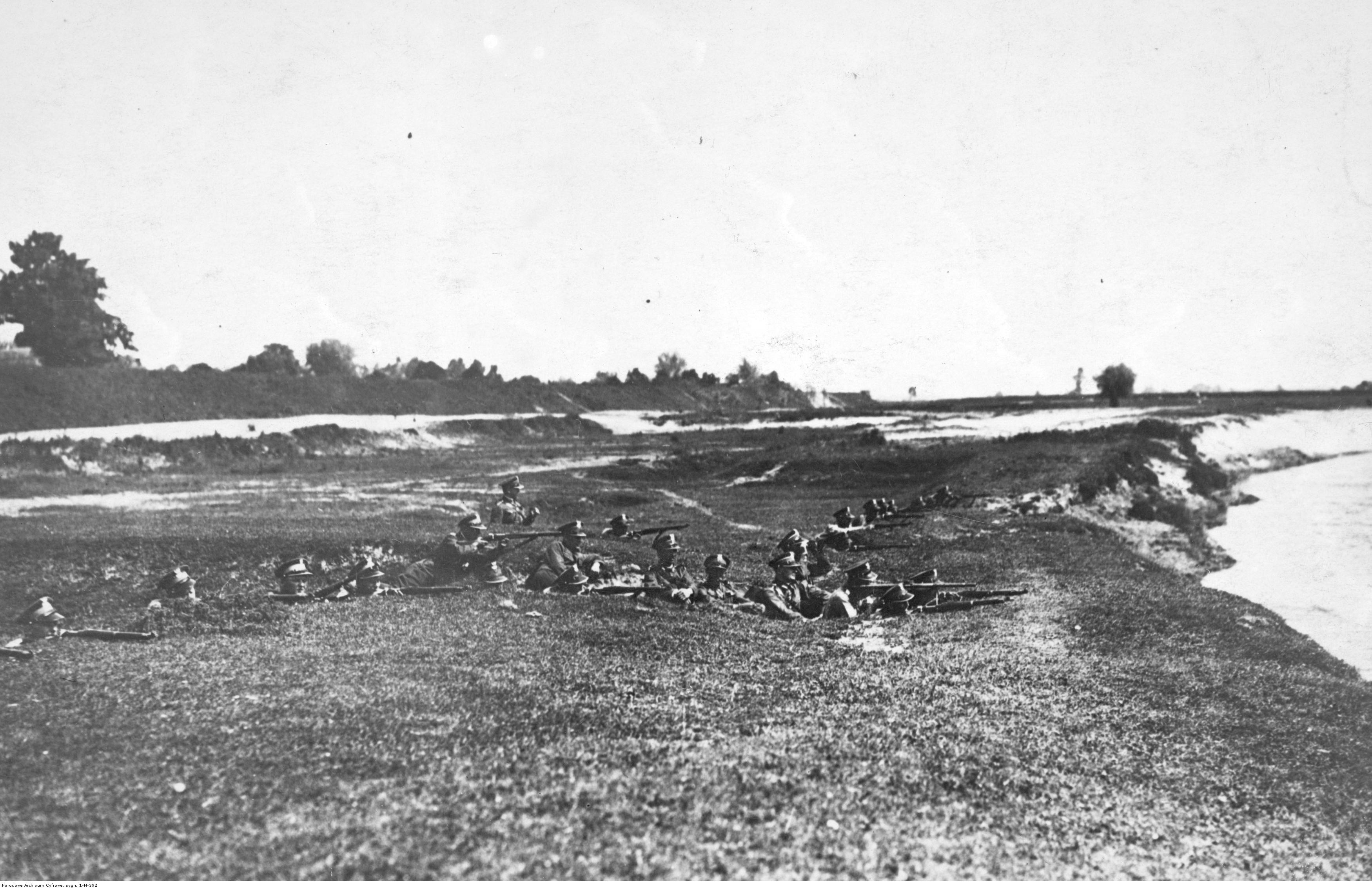
Wojna polsko-bolszewicka - żołnierze 1 pułku szwoleżerów w okopach; 1920

1 Pułk Szwoleżerów Józefa Piłsudskiego – oddział kawalerii Wojska Polskiego II RP.

## Formowanie pułku
Pułk nawiązywał do tradycji 1 pułku szwoleżerów-lansjerów Gwardii cesarza Napoleona I oraz 1 pułku ułanów Legionów Polskich Beliny.
Początek organizacji pułku datowany jest na październik 1918, a inicjatywa utworzenia należała do oficerów byłego 1 pułku ułanów Legionów Polskich w Warszawie – w tym głównie do rotmistrza Gustawa Orlicz-Dreszera.
Pierwsza nazwa pułku to 1 pułk ułanów; organizacja była oparta na wzorcach legionowych, nowym domem szwoleżerów wybrano Ziemię Chełmską. W skład pułku weszły szwadrony sformowane we Włodawie – 1, Chełmie – 2 i 3, Hrubieszowie – 4 i karabinów maszynowych. 8 stycznia 1919 jednostka przemianowana została na 1 pułk szwoleżerów (lekkokonnych). W grudniu tego Józef Piłsudski wyraził zgodę na przyjęcie szefostwa pułku, w związku z czym oddział przemianowany został na 1 Pułk Szwoleżerów Józefa Piłsudskiego.
| Obsada personalna pułku w 1920 | Obsada personalna pułku w 1920      |
| Stanowisko                     | Stopień, imię i nazwisko            |
| ------------------------------ | ----------------------------------- |
| Dowódca pułku                  | mjr Jerzy Grobicki                  |
| Zastępca dowódcy pułku         | rtm. Jan Karcz                      |
| Lekarz                         | kpt. lek. dr Marian Sulewski        |
| Lekarz wet.                    | rtm. lek. wet. Stefan Boniecki      |
| Dowódca 1 szwadronu            | por. Mirosław Olszewski             |
| Dowódca plutonu                | ppor. Karol Załęski                 |
| Dowódca plutonu                | pchor. Józef Szumski                |
| Dowódca 2 szwadronu            | rtm. Kazimierz Mastalerz            |
| Dowódca plutonu                | por. Kazimierz Busler (szpital)     |
| Dowódca plutonu                | ppor. Jan Nowiński                  |
| Dowódca 3 szwadronu            | rtm. Piotr Głogowski                |
| Dowódca plutonu                | pchor. Zygmunt Ziółkowski           |
| Dowódca 4 szwadronu            | ppor, Michał Stępkowski             |
| Dowódca plutonu                | pchor. Mieczysław Bigoszewski       |
| Dowódca plutonu                | pchor. Wacław Kryński               |
| Dowódca plutonu                | pchor. Wacław Paszyc                |
| Dowódca szwadronu km           | por. Edward Rackman                 |
| Dowódca plutonu                | ppor. Zdzisław Dziadulski           |
| Dowódca szwadronu technicznego | por. Zygmunt Platonoff              |
| Dowódca plutonu                | pchor. Kazimierz Benz               |
| Oficer pułku                   | ppor. Kajetan Stefanowicz († 30 IX) |

## Pułk w walce o granice
Działalność bojową pułk rozpoczyna w czasie wojny z Ukraińcami (styczeń-marzec 1919), a następnie kontynuuje podczas wyprawy wileńskiej (kwiecień-wrzesień 1919). 1 pułk szwoleżerów w maju 1920 został wysłany na front polsko-rosyjski i następnie wziął udział w walkach z Armią Czerwoną – głównie z konnicą gen. Siemiona Budionnego.

### Walki na froncie polsko-ukraińskim
Nowo sformowany Pułk został wysłany na teren Małopolski Wschodniej na pomoc walczącym obrońcom Lwowa.
Pierwszą zwycięską bitwę stoczył 10 grudnia 1918 pod Dołhobyczowem. Tę datę obrano za dzień święta pułkowego.
Z końcem grudnia pułk wszedł w skład grupy ppłk. Beliny-Prażmowskiego, a 6 stycznia 1919 został przydzielony do Grupy „Bug" gen. Jana Romera.
Chrzest bojowy całością sił przeszedł 28 stycznia. Szarżując pod Krystynopolem, zdobył most na Bugu.
W lutym odesłano pułk do Hrubieszowa celem uzupełnienia.
19 marca pułk wrócił do Warszawy, a na froncie pozostał tylko 1 szwadron.

### Wyprawa wileńska
11 kwietnia pułk skierowany został w rejon koncentracji grupy ppłk. Beliny-Prażmowskiego nad Dzitwę. Stąd wyruszył do walk o Wilno.
Do Wilna wkroczył 19 kwietnia, a po zajęciu miasta przez oddziały polskie wziął udział w pościgu w kierunku na Mejszagołę, a następnie na Wilejkę i Dokszyce.
W kolejnych walkach zdobywał Miadzioł, Głębokie, Szarakowszczyznę, Woronków i dotarł do Dźwiny.
21 września pułk został wycofany z frontu i przeszedł na polsko-litewską linię demarkacyjną.
Na Wileńszczyźnie pułk przebywał do wiosny.

### Działania pułku na froncie poleskim
Walki nad Sławeczną
18 marca 1920 pułk został zawagonowany w Porpliszczu i odjechał do Kalenkowicz na poleski odcinek frontu.
Tam wszedł w skład 7 Brygady Jazdy gen. Aleksandra Romanowicza. W jej składzie osłaniał skrzydło 9 Dywizji Piechoty płk. Władysława Sikorskiego przed atakami sowieckich 7 Dywizji Strzelców i 140 Brygady Strzelców.
Pułk walczył pod Kuźmiczami, Rudnią Mieczną, Soczną, Wystupowiczami, Gładkowiczami i Rudnią Szczytowską. Bilans walk był imponujący. Wzięto do niewoli dowódcę 432 pułku piechoty, dwóch dowódców kompanii, kilkudziesięciu żołnierzy, zdobyto chorągiew i kancelarię pułkową oraz wspólnie z pozostałymi oddziałami Brygady rozbito 418, 419, 420, 422 i 423 pułki piechoty wroga.
Udział w wyprawie kijowskiej
W związku z planowaną ofensywą na Ukrainie, 23 kwietnia pułk przeszedł do Demidowicz i wszedł w skład grupy płk. Józefa Rybaka.
7 Brygada Jazdy otrzymała zadanie wykonania zagonu i zajęcia rejonu Malin–Zarudź–Piaskówka oraz utrzymania mostów kolejowych Irszy i Teterewie.
27 kwietnia dywizjon rtm. Jana Głogowskiego uderzył na Malin. Walki trwały do 29 kwietnia, kiedy to podeszła polska piechota i zdobyła miejscowość.
1 maja, w ramach uderzenia na stację Teterew, 4 szwadron dokonał obejścia przez Potasznię i wysadził tor kolejowy, odcinając drogę pociągowi pancernemu „Subotnik".
Atakując od wschodu, szwadron zajął stację kolejową i opuszczony przez załogę pociąg pancerny.
2 maja pułk stacjonował w Obuchowiczach. Tam zorganizowano oddział wydzielony pod dowództwem por. Piotra Głogowskiego. Oddział działaniami nocnymi rozpoznał przeprawy przez lrpeń i brody na Zdwyżu
3 maja dywizjon osiągnął Łubiankę.
4 maja siły główne pułku wyruszyły w kierunku Hostomla. Stąd miały przeprowadzić głęboki wypad na Kijów.
Maszerujący samodzielnie  dywizjon por. Głogowskiego 5 maja  przeszedł do Kozarowicz i przeprawił się przez rzekę, osiągając Lute.
Elementy rozpoznawcze zameldowały, że w pobliskich Piotrowicach stacjonuje sowiecka kawaleria wzmocniona artylerią.
Dowódca dywizjonu postanowił zaatakować zgrupowanie nieprzyjacielskiej jazdy. W straży przedniej szedł 3 szwadron.Traktem kijowskim maszerował pluton ppor. Adama Sokołowskiego. Spotkał on maszerującą piechotę nieprzyjaciela i wziął do niewoli 20 jeńców. 3 szwadron por. Tadeusza Jaroszewicza zaatakował Wyszogród,reszta dyonu maszerowała na Kijów w ślad za plutonem ppor. Sokołowskiego. Dopiero przed Wyszogrodem 3 szwadron wszedł w kontakt bojowy z kolumną kawalerii nieprzyjaciela. Polacy próbowali wykonać szarżę. Jednak droga była zatarasowana przez sowieckie armaty, wozy amunicyjne i tabory. Na widok polskich kawalerzystów nieprzyjaciel rozproszył się. Pojedyncze jego grupy szybko zneutralizowano. Siły główne pułku nadal maszerowały na Kijów. Wysłany patrol  dotarł do Kureniówki – przedmieścia Kijowa. Wystawiona w pobliskim lesie zasadzka zdobyła tramwaj.
Zdobytym tramwajem wysłano patrol oficerski w składzie: ppor. Mirosław Olszewski, kpr. Karol Sybilski, kpr. Stefan Tatar, st. szwol. Helena Pawłowiczówna i 9 szwoleżerów.
Uzbrojony w ciężki karabin maszynowy pojazd dojechał na główną ulicę Kijowa – Kreszczatik. Wzięto siedmiu jeńców i wrócono tym samym tramwajem na Kureniówkę. W tym czasie pluton por. Ludomira Kosińskiego wyszedł na przedmieścia Kijowa od strony Światoszyna. Z powodu zapadającej nocy dalszą akcję na Kijów wstrzymano, a żołnierzy zakwaterowano w Bałkach i Piotrowicach.
W tym czasie siły główne pułku stanęły w Hostomlu. 6 maja pułk przemaszerował do Piotrowic i połączył się z dywizjonem por. Głogowskiego.
7 maja wysłano do Kijowa podjazd dowodzony przez ppor. Olszewskiego. Maszerujący od strony Złotej Bramy w kierunku na Kreszczatik szwoleżerowie byli owacyjnie witani przez miejscową ludność. Przed południem do Kijowa wszedł cały pułk, a jego dowódca otrzymał w ratuszu symboliczne klucze do miasta.
9 maja pułk wziął udział w defiladzie przed gen. Edwardem Rydzem-Śmigłym.

### Pułk w walkach nad Berezyną i w działaniach opóźniających
19 maja pułk przetransportowany został koleją do Mińska. Tu I dywizjon  został przydzielony do 2 Dywizji Piechoty Legionów i walczył przy powstrzymaniu sowieckiej ofensywy w rejonie Kozińca i Ziembina. II dywizjon wziął udział w polskiej kontrofensywie nad Berezyną.
26 czerwca pułk  przetransportowano koleją do Równego, gdzie po włączeniu do 1 Brygady Jazdy skierowano go do walki z Armią Konną Siemiona Budionnego. Pułk walczył pod Tynnem, Obarowem i Worotniowem.
Po niespełna miesięcznych ciężkich działaniach manewrowych, 23 lipca pułk  przeszedł w podporządkowanie 4 Brygady Jazdy i w jej składzie do 6 sierpnia walczył o Smarzów, Szczurowice, Marwę, Łopotyn, Bordulaki, Jazłowszczyk, Brody i Zawidcze.
8 sierpnia z Kamionki Strumiłowej pułk udał się do Warszawy.

### Pułk w Bitwie Warszawskiej
15 sierpnia w Aleksandrowie pułk został włączony w skład 9 Brygady Jazdy. Dotychczasowy dowódca pułku major Jan Głogowski objął dowództwo 9 Brygady Jazdy, a szef sztabu 4 Brygady Jazdy, objął dowództwo pułku.
16 sierpnia pułk zapobiegł utracie Płońska, a następnego dnia, wspólnie ze znajdującym się w stanie organizacji 201 pułkiem szwoleżerów, bronił podejść do tego miasta. Na Płońsk nacierała bolszewicka 18. i 53 Dywizja Strzelców z 4 Armii. Jej oddziały wycofywały się spod Warszawy na wschód. Na ich drodze stali polscy kawalerzyści. Zdobycie Płońska przez bolszewików umożliwiłoby im nie tylko ucieczkę, ale również wyjście na tyły polskiej 5 Armii, dowodzonej przez gen. Władysława Sikorskiego.
17 sierpnia, walki obronne na północny wschód od Płońska trwały od godzin rannych. 201 pułk szwoleżerów, broniący się na linii Ćwiklin – Parcele, był silnie naciskany przez nieprzyjaciela i groziło mu rozbicie (w pewnym momencie jego dowództwo utraciło łączność z dowództwem brygady i dywizji), a 1 pszw, broniący się nieco dalej na północ, był naciskany z trzech stron i groziło mu otoczenie również od południa, tj. obszaru bronionego przez słabnący 201 pszw.
W obliczu poważnej sytuacji, obserwowanej z pobliskiego wzgórza przez pułkownika Dreszera, 1 pułk szwoleżerów z powodzeniem oderwał się od nieprzyjaciela, przegrupował w półokrążeniu i o godz. 17.00 ruszył od północy do szarży na piechotę bolszewicką, nacierającą na Płońsk. Francuski major de Mazarat, przydzielony do pułku w roli doradcy-obserwatora, próbował protestować przeciwko planom Polaków, ponieważ uważał, że szarża nie ma szans powodzenia
Pułk, dobywając lanc i szabel, ruszył do ataku wszystkimi siłami, pokonując najpierw kłusem, a później galopem 2 kilometry odkrytego terenu, pod silnym ostrzałem karabinów maszynowych i artylerii nieprzyjaciela. W wyniku przeprowadzonej szarży poległo około 200 Rosjan, pułk wziął do niewoli 800 jeńców, zdobył 2 ckm i 2 armaty. W końcowej fazie ataku do szarży ruszył również 201 pułk szwoleżerów, który wziął kolejnych 250 jeńców. Straty 1 pułku szwoleżerów były dość wysokie i wyniosły 10–15 zabitych we wcześniejszych walkach obronnych w tym rejonie oraz 40 zabitych i rannych w czasie szarży (łącznie daje to 10% stanu liczebnego pułku w ciągu 2 dni walk).
Za szarżę pod Arcelinem pięciu kawalerzystów, wśród nich m.in. dowódca pułku, zostało odznaczonych przez Władysława Sikorskiego krzyżami Virtuti Militari.
Na froncie północnym pułk przebywał do 3 września.

### Pościg na Wołyniu
3 września pułk uzupełniony wcześniej przez batalion marszowy, zładowany został w Mławie na wagony kolejowe. 5 września przybył do Chełma i tu wszedł w skład 2 Dywizji Jazdy. Po trzydniowym odpoczynku rozpoczął marsz w kierunku na Hrubieszów. W związku z ofensywą polskiej 3 Armii, pułk maszerował w straży przedniej i 13 września rano uderzył na Osmołowicze.
W czasie ofensywy na Wołyniu szwoleżerowie walczyli jeszcze pod Równem, Rohaczewem i nad  Słuczą. W swojej ostatniej akcji bojowej pułk wziął udział w zagonie na Korosteń.
Podczas walk pułk wziął do niewoli około 200 jeńców, zdobył 7 karabinów maszynowych i dwa działa.
13 października przed przejściem Słuczy odbyła się defilada przed dowódcą dywizji pułkownikiem Orliczem-Dreszerem. Po przejściu Słuczy pułk zatrzymał się w Stryjowej. Tu zastało go zawieszenie broni.

### Podsumowanie działań na froncie bolszewickim
W czasie działań wojennych szwoleżerowie zdobyli ponad 20 dział, 250 karabinów maszynowych, kilka pociągów pancernych, samolot i duże ilości innego sprzętu wojennego.
Do niewoli wzięto kilka tysięcy jeńców.
Straty własne wyniosły: poległo lub zmarło z ran 15 oficerów i 251 szeregowych. Za męstwo wykazane w walce 100 szwoleżerów udekorowanych zostało Srebrnym Krzyżem Orderu Virtuti Militari.
| Żołnierze pułku odznaczeni Krzyżem Srebrnym Orderu Wojskowego Virtuti Militari za wojnę 1918–1920 | Żołnierze pułku odznaczeni Krzyżem Srebrnym Orderu Wojskowego Virtuti Militari za wojnę 1918–1920 | Żołnierze pułku odznaczeni Krzyżem Srebrnym Orderu Wojskowego Virtuti Militari za wojnę 1918–1920 |
| ------------------------------------------------------------------------------------------------- | ------------------------------------------------------------------------------------------------- | ------------------------------------------------------------------------------------------------- |
| wchm. Jan Banachowicz                                                                             |                                                                                                   |                                                                                                   |
| kpr. Stanisław Banaszek                                                                           | pchor. Kazimierz Benz                                                                             | ppor. Mieczysław Bernadzikiewicz                                                                  |
| pchor. Franciszek Białkowski                                                                      | pchor. Mieczysław Bigoszewski                                                                     | wchm. Ludwik Bilewicz                                                                             |
|                                                                                                   | por. Kazimierz Busler                                                                             | ppor. Jan Bylewski                                                                                |
| por. Wacław Calewski                                                                              | szwol. Roman Ciepliński                                                                           | ppor. Jan Cierlik-Nowiński                                                                        |
| st. szwol. Stanisław Domiński                                                                     | plut. Stanisław Dryglak                                                                           | wchm. Czesław Dudziński                                                                           |
| rtm. Juliusz Dudziński                                                                            | ppor. Zdzisław Dziadulski                                                                         | wchm. Stefan Fidusiewicz                                                                          |
| plut. Stanisław Figura                                                                            | plut. Stanisław Glikowski                                                                         | mjr Jan Głogowski                                                                                 |
| plut. Wacław Godlewski                                                                            | st. szwol. Bolesław Gójlewicz                                                                     | mjr Jerzy Grobicki                                                                                |
| pchor. Aleksander Hrynkiewicz                                                                     | st. szwol. Henryk Igielski                                                                        | plut. Marian Jakubowski                                                                           |
| wchm. Karol Janik                                                                                 | rtm. Tadeusz Jaroszewicz                                                                          | ppor. Juliusz Kamler                                                                              |
| rtm. Jan Karcz                                                                                    | por. Stefan Konopka-Wendorff                                                                      | por. Ludomir Kosiński                                                                             |
| ppor. Sylwester Kowalczewski                                                                      | szwol. Marian Kowalski                                                                            | por. Stanisław Kreczunowicz                                                                       |
| por. Adam Królikiewicz                                                                            | szwol. Feliks Krupiński                                                                           | pchor. Wacław Kryński                                                                             |
| plut. Mieczysław Kwiecień                                                                         | ppor. Kazimierz Kwieciński                                                                        | szwol. Józef Magura                                                                               |
| rtm. Kazimierz Mastalerz                                                                          | wchm. Julian Matuszewski                                                                          | por. Kazimierz Max                                                                                |
| plut. Konstanty Maydanowicz                                                                       | plut. Jan Musiał                                                                                  | ppor. Henryk Nowolecki                                                                            |
| kpr. Cyprian Okuniewski                                                                           | por. Mirosław Olszewski                                                                           | st. szwol. Leon Ordyński                                                                          |
| płk Gustaw Orlicz-Dreszer                                                                         | kpr. Józef Parol                                                                                  | pchor. Wacław Paszycz                                                                             |
| kpr. Piotr Paśnik                                                                                 | kpr. Helena Pawłowicz                                                                             | st. szwol. Aleksander Pinajew                                                                     |
| szwol. Leon Podrez                                                                                | kpr. Władysław Popławski                                                                          | kpr. Władysław Prokopczuk                                                                         |
| ppor. Wacław Przybysz-Porzecki                                                                    | rtm. Edward Rockman                                                                               | kpr. Józef Rekke                                                                                  |
| st. szwol. Michał Ryba                                                                            | ppor. Zygmunt Siejanowski                                                                         | kpr. Józef Siwiec                                                                                 |
| ppor. Antoni Skiba                                                                                | płk Stanisław Grzmot-Skotnicki                                                                    | ppor. Marian Sobociński                                                                           |
| ppor. Zygmunt Sokołowski                                                                          | por. Adam Sokołowski                                                                              | ppor. Kajetan Stefanowicz                                                                         |
| ppor. Michał Stempkowski                                                                          | por. Zbigniew Stroynowski                                                                         | kpt. lek. dr. Jan Sulewski                                                                        |
| kpr. Karol Sybilski                                                                               | por. Józef Szostak-Radziwiłłowicz                                                                 | pchor. Józef Szumski                                                                              |
| ppor. Stefan Szyller                                                                              | ppor. Henryk Świderski                                                                            | rtm. Edmund Tarnasiewicz                                                                          |
| wchm. Stefan Tatar                                                                                | kpr. Jan Tokarski                                                                                 | plut. Tadeusz Walecki                                                                             |
| ppor. Antoni Wapiński                                                                             |                                                                                                   | kpr. Ludwik Wilk                                                                                  |
| kpr. Teofil Wiśniewski                                                                            | ppor. Jerzy Wyrzykowski                                                                           | por. Ksawery Zalewski                                                                             |
| ppor. Karol Załęski                                                                               | por. Konrad Zembrzuski                                                                            | pchor. Zygmunt Ziółkowski                                                                         |
| mjr Marian Żółkiewski                                                                             | kpr. Józef Żydak                                                                                  | ppor. Bronisław Żurakowski                                                                        |
| rtm. Jerzy Żuromski                                                                               | st. szwol. Bazyli Źrebiec                                                                         |                                                                                                   |

## Pułk w okresie pokoju

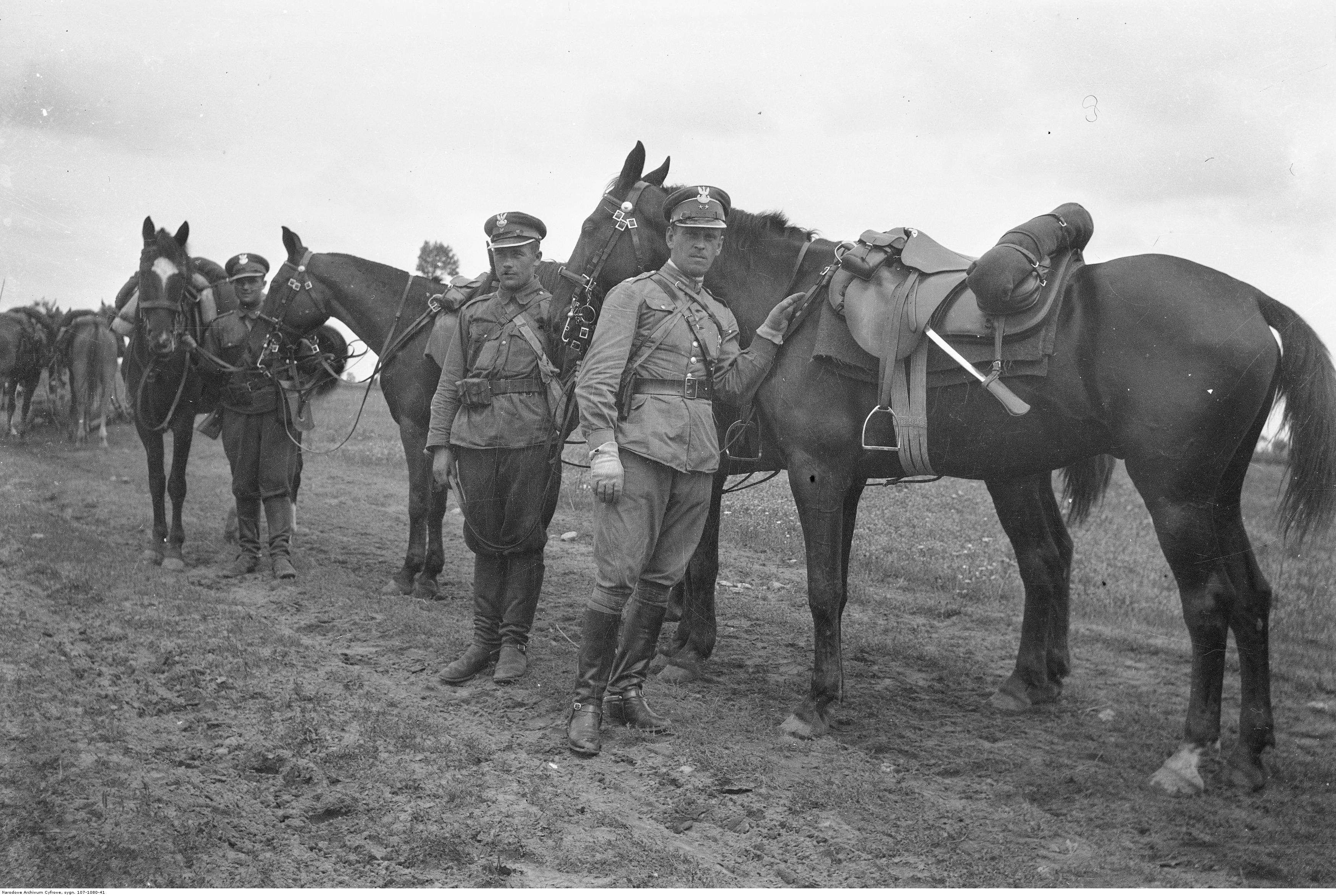
Szwoleżerowie z końmi - 1. z prawej por. Kazimierz Pereświet-Sołtan

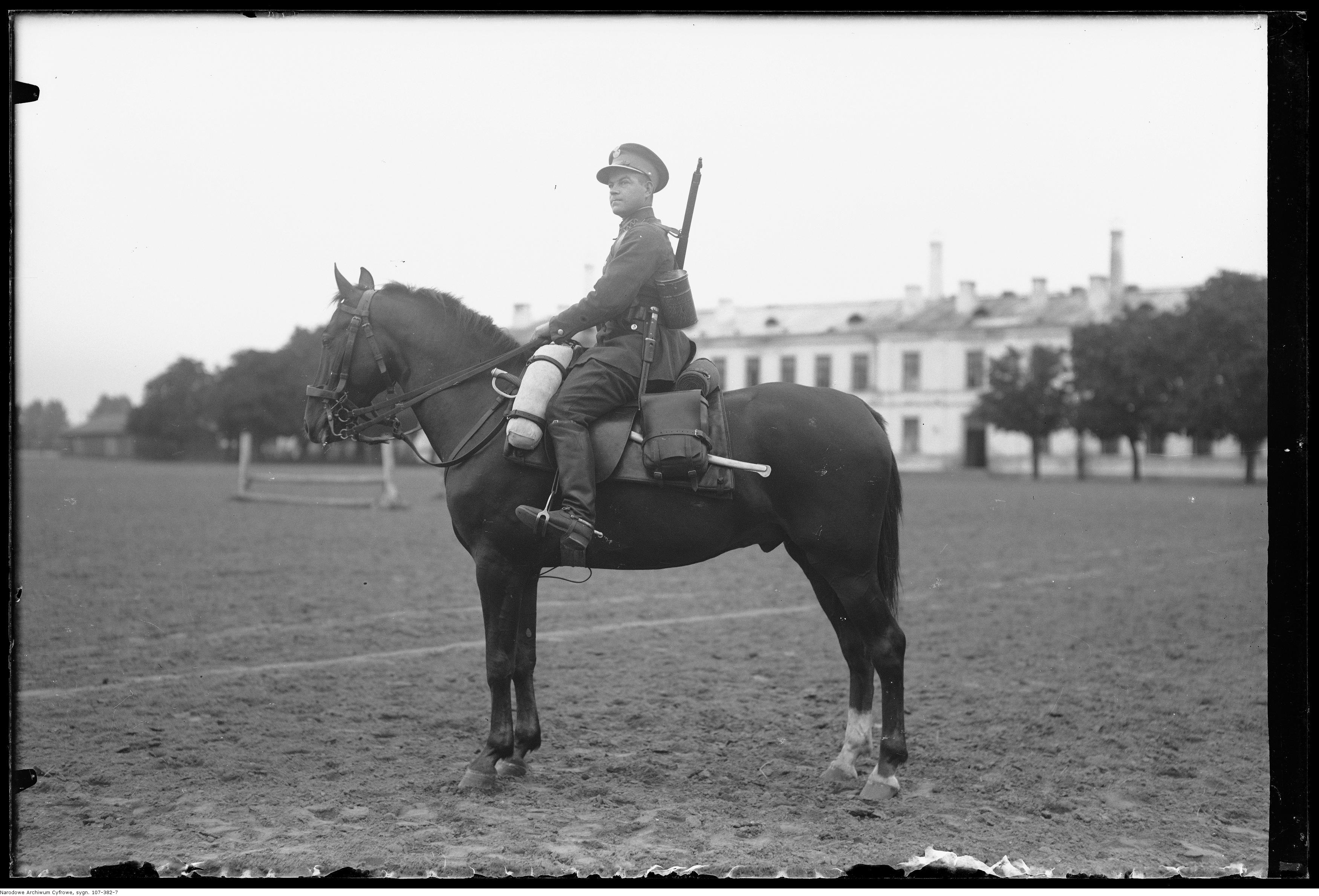
Szwoleżer na koniu

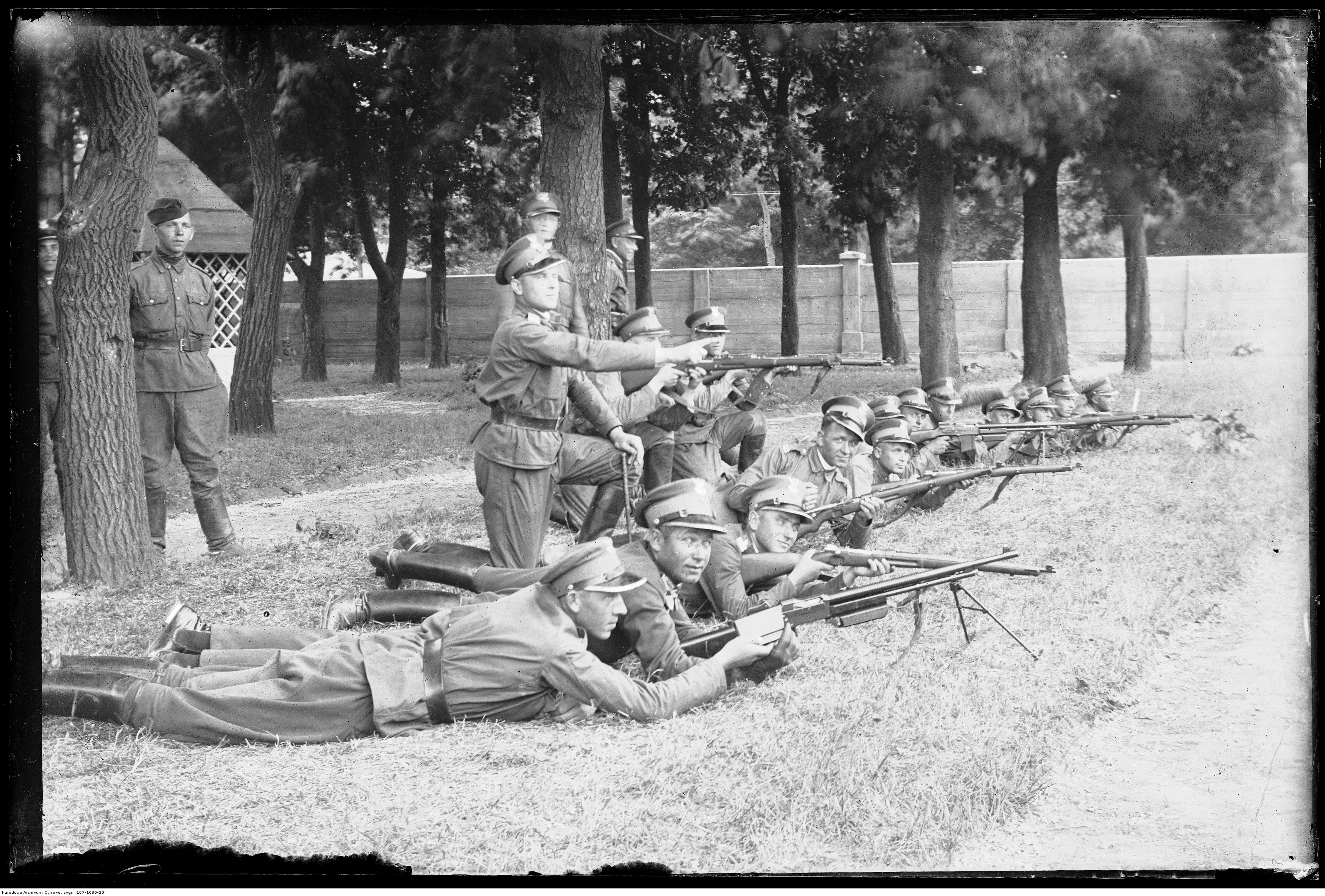
Ćwiczenia strzelania w koszarach.

Pod koniec października 1920 pułk został skierowany do Chełma, gdzie przebywał do połowy maja 1921.
19 marca 1921  Naczelny Wódz, w dniu swoich imienin, odznaczył sztandar pułku Krzyżem Srebrnym Orderu Wojennego Virtuti Militari.
Pułk, jako jedyny w całym wojsku, posiadał na stanie konie o umaszczeniu srokatym. Oczywiście nie w szwadronach bojowych, ale jednostkowo tylko z przeznaczeniem dla buńczuka i proporca dowódcy.
Do Warszawy  Warszawie pułk przybył 22 maja 1921 i zajął koszary rosyjskiego gwardyjskiego pułku ułanów po obu stronach ulicy Ułańskiej. Poza budynkami mieszkalnymi znajdowały się tam kościół pułkowy, kasyno oficerskie, kryta ujeżdżalnia, a kilka lat później zbudowany został nowoczesny dom mieszkalny dla podoficerów oraz świetlica dla szwoleżerów.
Pod względem ewidencyjnym, szkolenia i uzupełnienia dowódcy pułku podporządkowany był Szwadron Przyboczny Naczelnika Państwa i Naczelnego Wodza. Szwadron stacjonował przy ulicy Huzarskiej (później ulicy 6 Sierpnia) i wraz z Kompanią Przyboczną tworzył Oddział Przyboczny. 19 grudnia 1922 pododdział przemianowany został na Szwadron Przyboczny Prezydenta Rzeczypospolitej i wszedł w skład Kwatery Wojskowej Prezydenta RP. Z dniem 16 lipca 1926, w związku z likwidacją Oddziału Przybocznego, Szwadron Przyboczny włączony został do 1 pułku szwoleżerów, w miejsce 2 szwadronu, który rozwiązano. W latach 1927–1939 2 szwadron pełnił funkcje reprezentacyjne i służbę wartowniczą w Belwederze.
Zgodnie z rozkazem ministra spraw wojskowych O.V. L 33035 E z 1925 przy pułku funkcjonował 2 szwadron samochodów pancernych.
23 sierpnia 1935 Minister Spraw Wojskowych ustanowił, w składzie drużyny dowódcy pułku, etatową orkiestrę złożoną z jednego starszego wachmistrza – kierownika orkiestry, ośmiu podoficerów zawodowych, dwóch podoficerów nadterminowych oraz czternastu podoficerów i ułanów służby czynnej.

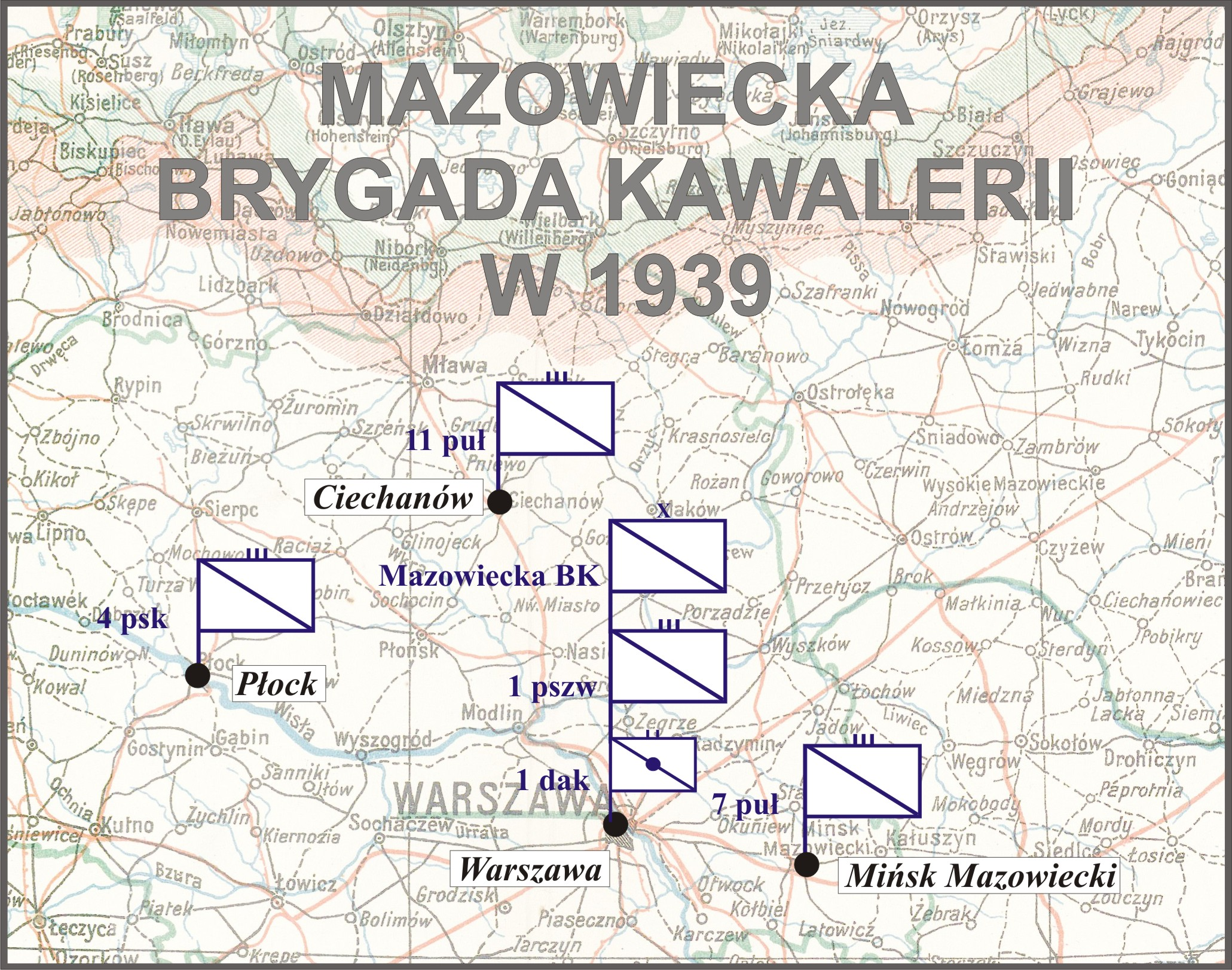
Mazowiecka BK w 1938

| Pułk w planie mobilizacyjnym „S”         | Pułk w planie mobilizacyjnym „S” | Pułk w planie mobilizacyjnym „S” |
| Nazwa pododdziału                        | Termin                           | Miejsce mobilizacji              |
| ---------------------------------------- | -------------------------------- | -------------------------------- |
| dowódca pułku z drużyną                  | alarm                            | Warszawa                         |
| pluton łączności                         | alarm                            | Warszawa                         |
| 1÷4 szwadrony                            | alarm                            | Warszawa                         |
| szwadron karabinów maszynowych           | alarm                            | Warszawa                         |
| Dowództwo Mazowieckiej Brygady Kawalerii | alarm                            | Warszawa                         |
| dowódca brygady kawalerii nr 1           | alarm                            | Warszawa                         |
| Kwatera Główna nr 112 (I eszelon)        | alarm                            | Warszawa                         |
| komisja remontowa                        | alarm                            | Warszawa                         |
| szwadron pionierów nr 112                | alarm                            | Warszawa                         |
| szwadron pionierów nr 104                | 11                               | Warszawa                         |
| szwadron samochodów pancernych nr 112    | 5                                | Warszawa                         |
| szwadron samochodów pancernych nr 117    | 7                                | Warszawa                         |
| szwadron kawalerii nr 58                 | 6                                | Warszawa                         |
| pluton ckm nr 58                         | 6                                | Warszawa                         |
| kolumna taborowa nr 173                  | 5                                | Warszawa                         |
| kolumna taborowa nr 178                  | 7                                | Warszawa                         |
| Kwatera Główna nr 112 (II eszelon)       | 4                                | Warszawa                         |
| poczta polowa nr 62                      | 4                                | Warszawa                         |
| poczta polowa nr 64                      | 20                               | Warszawa                         |
| sąd polowy nr 112                        | 4                                | Warszawa                         |
| uzupełnienie do czasu „W”                | 4                                | Warszawa                         |
| uzupełnienie szwadronu pionierów nr 112  | 4                                | Warszawa                         |
| szwadron marszowy 1/1 pszwol.            | 18                               | Warszawa                         |
| pluton marszowy nr 1/112 szw. pion.      | 18                               | Warszawa                         |
| pluton marszowy nr 1/58                  | 30                               | Warszawa                         |
| szwadron zapasowy                        | do 15                            | Warszawa                         |
| dywizjon zapasowy samochodów pancernych  | 1-16                             | Warszawa                         |
| szwadron przyboczny Prezydenta           | 5                                | Warszawa                         |
| pluton przyboczny                        | 4                                | Warszawa                         |
| rezerwa koni wierzchowych                | 7                                | Warszawa                         |
| grupa specjalistów przemysłu wojennego   | 20                               | Warszawa                         |
| Departament Kawalerii MSWojsk.           | 4                                | Warszawa                         |
| Centralny Inspektor Kawalerii            | 4                                | Warszawa                         |
| obiekty przemysłu wojennego              |                                  | Warszawa                         |
| Stajnia reprezentacyjna                  | 1                                | Warszawa                         |

| Obsada personalna i struktura organizacyjna w marcu 1939 | Obsada personalna i struktura organizacyjna w marcu 1939 |
| Stanowisko                                               | Stopień, imię i nazwisko                                 |
| -------------------------------------------------------- | -------------------------------------------------------- |
| dowódca pułku                                            | płk dypl. Janusz Albrecht                                |
| I zastępca dowódcy                                       | ppłk Zdzisław Dziadulski                                 |
| pomocnik I zastępcy dowódcy                              | mjr kontr. Dymitr Szalikaszwili                          |
| adiutant                                                 | rtm. Michał Wojciechowski *                              |
| naczelny lekarz medycyny                                 | mjr dr Stefan Tarnawski                                  |
| lekarz weterynarii                                       | kpt. Piotr Bylina                                        |
| kapelan                                                  | kpt. pdsc. ks. Jan Słoniński                             |
| II zastępca dowódcy (kwatermistrz)                       | mjr Mieczysław Bigoszewski                               |
| oficer mobilizacyjny                                     | rtm. Lubomir Rozalian Packiewicz                         |
| zastępca oficera mobilizacyjnego                         | por. Stefan Smolicz                                      |
| oficer administracyjno-materiałowy                       | rtm. adm. (kaw.) Antoni Choromański                      |
| dowódca szwadronu gospodarczego                          | rtm. Michał Wojciechowski (*)                            |
| oficer gospodarczy                                       | kpt. int. Grzegorz Jung                                  |
| oficer żywnościowy                                       | chor. Ryszard Czubowicz                                  |
| dowódca plutonu łączności                                | por. Witold Marian Tarnowski                             |
| dowódca plutonu kolarzy                                  | por. Ryszard Jerzy Trętowski                             |
| dowódca plutonu ppanc.                                   | por. Bohdan Pawłowicz                                    |
| dowódca 1 szwadronu                                      | p.o. por. Witold Rómmel                                  |
| dowódca plutonu                                          | por. Jan Bolesław Czarkowski                             |
| dowódca plutonu                                          | ppor. Jan Kazimierz Kochański                            |
| dowódca 2 szwadronu                                      | rtm. dypl. Leon Antoni Bittner                           |
| dowódca plutonu                                          | por. Władysław Adolf Stypułkowski                        |
| dowódca plutonu                                          | ppor. Zbigniew Henryk Zieliński                          |
| dowódca 3 szwadronu                                      | mjr Jan Kazimierz Motz                                   |
| dowódca plutonu                                          | por. Witold Weli Hózman-Sulkiewicz                       |
| dowódca plutonu                                          | ppor. Marian Nitecki                                     |
| dowódca plutonu                                          | ppor. Witold Kazimierz Ostrowski                         |
| dowódca 4 szwadronu                                      | rtm. dypl. Tadeusz Sokołowski                            |
| dowódca plutonu                                          | por. Stanisław Teodor Uzdowski                           |
| dowódca plutonu                                          | ppor. Andrzej Lucjan Janiszewski                         |
| dowódca szwadronu km                                     | rtm. Kazimierz Pereświat-Sołtan                          |
| dowódca plutonu                                          | ppor. Alfred Steinkeller                                 |
| dowódca plutonu                                          | ppor. Lech Syrokomla-Syrokomski                          |
| dowódca plutonu                                          | chor. Stefan Fidusiewicz                                 |
| dowódca szwadronu zapasowego                             | rtm. Franciszek Flatau                                   |
| zastępca dowódcy                                         | vacat                                                    |
| w sanatorium                                             | rtm. Ludwik Bieńkowski                                   |
| na kursie                                                | rtm. Roman Chruszczewski                                 |
| na kursie                                                | por. Piotr Ostromęcki                                    |

## 1 pszw. w kampanii wrześniowej

### Mobilizacja
25 sierpnia 1939 pułk został odwołany z manewrów. Następnego dnia rozpoczęto mobilizację w rejonie Kabat i Czerniakowa. W trakcie mobilizacji alarmowej w grupie "żółtej" 1 pułk szwoleżerów zmobilizował swoje własne pododdziały, a także dodatkowo;
- kolumnę taborową typ II nr 147,
- szwadron pionierów nr 12,
- szwadrony łączności nr 12
- szwadron łączności nr 13,

pododdziały te były przeznaczone dla obsługi dowództw Grup Operacyjnych Kawalerii nr 1 i nr 2. Dodatkowo w I rzucie mobilizacji powszechnej zmobilizowano własny szwadron marszowy. Oddział Zbierania Nadwyżek 1 p zw. został skierowany do Ośrodka Zapasowego Mazowieckiej Brygady Kawalerii w Garwolinie. 28 sierpnia pułk został skierowany w rejon Chorzeli na granicę pruską. Wyznaczony rejon osiągnął wieczorem 29 sierpnia.

### Działania bojowe
W kampanii 1939 wziął udział w składzie Mazowieckiej Brygady Kawalerii (Armia „Modlin”). 1 pułk szwoleżerów wsparty 1 baterią 1 dywizjonu artylerii konnej i plutonem Straży Granicznej rozwinął się w I rzucie Mazowieckiej BK i 30 sierpnia zajął stanowiska obronne. 2 szwadron w folwarku Rycice i wzg. 143, 4 szwadron w pobliżu Chorzeli broniąc przeprawy przez rzekę Orzyc, obok niego 1 szwadron, każdy szwadron I rzutu był wzmocniony plutonem ckm i armatą ppanc. W odwodzie pułku pozostał 3 szwadron i pluton kolarzy. Po godz. 4.00 granicę przeszły patrole niemieckie prowadząc potyczki ze Strażą Graniczną i ubezpieczeniami pułku, następnie o godz.6.00 pozycje pułku zostały ostrzelane przez niemiecką artylerię. Po czym na stanowiska obronne 2 i 4 szwadronu uderzyła niemiecka piechota, po czterech godzinach walki oba szwadrony zostały zmuszone do wycofania się na drugą linię obrony, 1 szwadron stawił opór na swoich stanowiskach. 2 szwadron bronił Plewnik, 4 szwadron linii rzeki Ulatówki. W godzinach popołudniowych nieprzyjacielska piechota przeniknęła przez styk 4 szwadronu z sąsiednim 3 batalionem strzelców. Kontratak 3 szwadronu wyrzucił nieprzyjaciela za Ulatówkę. Na korzyść 1 pszw. i 11 pułku ułanów kontratak wykonał dywizjon 7 pułku ułanów wyrzucając wroga za Ulatówkę. Wykorzystując powodzenie ułanów lubelskich, w godzinach nocnych wypadu celem odbicia rowerów pozostawionych przez pluton kolarzy dokonała część pułku pod dowództwem mjr Hrynkiewicza, część rowerów odbito (część spłonęła), motocykle i kuchnię polową. Z uwagi na przeniknięcie styku Armii Modlin i SGO "Narew" przez jednostki niemieckie, 1 pszw. wraz z brygadą nocą z 1/2 września wycofał się na drugą linię obrony od Rudna Jeziorowego do Łanięta-Drążdżew. Szwoleżerowi zajęli obronę w II rzucie obrony na wzgórzach 131 i 132. 2 września Niemcy nie atakowali 1 p szw. Trwała jedynie wymiana ognia artylerii i karabinów maszynowych. W godzinach popołudniowych dywizjon  szwoleżerów wykonał kontrnatarcie na miejscowość Bartniki, poniesiono straty w zabitych rannych. Ataki niemieckie 3 września powstrzymał skutecznie ogień 1 dywizjonu artylerii konnej. Po południu Niemcy wyszli na skrzydła 11 pułku ułanów.          
Brygada otrzymała rozkaz wycofania się, 1 pułk szwoleżerów działał jako straż tylna, a następnie zajął obronę w rejonie Gostkowa. Prowadzono starcia patroli, pułk utrzymał pozycję do wieczora, 4 szwadron z plutonem ckm skutecznie ostrzelał pododdział kawalerii niemieckiej w Gostkowie. Nocą 3/4 września pułk wykonał marsz odwrotowy do Rogowa. 4 września pułk zajmował obronę w miejscowości Rogowo bez styczności z nieprzyjacielem. Następnie nocą 4/5 września podczas dalszego odwrotu w kierunku Narwi szwoleżerowie dotarli w okolice Pułtuska, w południe 5 września przekroczyli most na Narwi i zajęli obronę na lewym skrzydle Mazowieckiej BK. Pułk zajął obronę na północ od Serocka w rejonie Popowa Kościelnego. Nocą 5/6 września 4 szwadron odparł wypady patroli nieprzyjaciela za Narew, a 6 września 3 szwadron wraz z plutonem kolarzy odrzucił przeprawiające się pododdziały niemieckie za rzekę. Linii Narwi szwoleżerowie bronili do wieczora 7 września, w godzinach nocnych pułk przekroczył most w Wyszkowie na Bugu. 8 września 1 pszw. zajął obronę linii rzeki Bug na odcinku od Dręszewa do Niegowa. 9 września pod Gulczewem szwoleżerowie odparli niemiecką próbę przeprawy przez rzekę. 10 września o godz. 3.00 1 pułk szwoleżerów na rozkaz dowódcy GO "Wyszków" opuścił pozycję nad Bugiem i dotarł do linii kolejowej Warszawa-Małkinia i zatrzymał się na postój w folwarku Grzegorzewo. Rozkazem dowódcy Mazowieckiej BK z 1 pszw. wysłano szwadrony 1, 2, 4 i pluton ckm z armatą ppanc. celem ubezpieczenia od strony Łochowa GO "Wyszków" do rejonu Strachówki, Annopola i Józefowa. Kolejnej nocy 10/11 września szwadrony pułku wykonały odwrót do: lasu Kracowizna na południe od Sulejowa 1 pszw. (bez 1, 2, 4 szwadronów i plutonu ckm z armatą ppanc.) z 1/1 dak, folwarku Tadeuszów wymienione szwadrony jako odwód Mazowieckiej BK. 11 września w godzinach przedpołudniowych na linię obrony Mazowieckiej BK wyszło rozpoznanie piechoty niemieckiej 11 DP. Po południu uderzenie wyszło na 11 puł., a następnie na odcinek broniony przez 1 pszw. Na rozkaz dowódcy brygady po godz.18 oddziały brygady wycofały się, na stanowiskach obronnych pozostał niepowiadomiony o odwrocie 1 pułk szwoleżerów walcząc z niemieckim natarciem pod Sulejowem. W godzinach nocnych oderwał się od nieprzyjaciela i pomaszerował na Boruczę. Następnie 1 pszw. pomaszerował w kierunku szosy Mińsk Mazowiecki-Kałuszyn.          

#### Grupa 1 pułku szwoleżerów płk. dypl. J. Albrechta
Pułk pod dowództwem płk. dypl. J. Albrechta był bez 1, 2, 4 szwadronów, plutonu ckm i armaty ppanc., utracił łączność z macierzystą Mazowiecką BK. 12 września część 1 pułku szwoleżerów biwakowała w lasach obok miejscowości Mienia, dołączyły do niego dywizjon 7 puł. mjr. S. Kuleszy, dywizjon 11 puł. mjr. B. Wieczorkiewicza oraz trzy baterie 1 dak. Nad powstałym zgrupowaniem dowództwo objął płk Albrecht. Zgrupowanie pomaszerowało w kierunku Garwolina do OZ Mazowieckiej i Pomorskiej BK. Po dotarciu do Siennicy dołączył do 1 pszw. szwadron marszowy pułku pod dowództwem rtm. rez. K. Wickenhagena. W rejonie Cegłowa na zgrupowanie wyszło natarcie niemieckiego pododdziału pancernego. Zgrupowanie wycofało się do lasów obok Parysowa, tam 13 września doszło do powtórnego starcia z czołgami niemieckimi, gdzie pluton ppanc. 1 pszw. zniszczył dwa z nich. Całe zgrupowanie przesunęło się do lasów koło miejscowości Puznówka. 14 września zgrupowanie płk. Albrechta nawiązało kontakt z Grupą Operacyjną Kawalerii gen. bryg. Władysława Andersa i weszło w jej skład. Od 15 września zgrupowanie wraz z GOKaw. maszerowało z rejonu Garwolina, przez Ryki, Moszczankę, Rejowiec w kierunku Łęcznej, przybywając w marszach na wschód od Krasnegostawu 20 września. Zgrupowanie dotarło do rejonu Wojsławice, Grabowiec, tam dywizjony 7 i 11 puł. dołączyły do macierzystych pułków, dwie baterie powróciły do Mazowieckiej BK. Przy pułku pozostała 3 bateria 1 dak.           
Od 22 września 1 pszw. przemieszczał się w II rzucie za prowadzącą natarcie Nowogródzką BK, jako odwód GOKaw. maszerował przez Krasnobród, Majdan Sopocki i 23 września dotarł do Rudy Różanieckiej. 23 września szwoleżerów podporządkowano Kresowej BK płk. dypl. J. Grobickiego. 24 września 1 pszw. wzmocnionymi 3 szwadronem i szwadronem marszowym, zamknął szosę Narol - Lubaczów na odcinku 1 km, celem umożliwienia przejścia Kresowej BK, doszło do walki z kolumnami zmotoryzowanymi wojsk niemieckich, zniszczono 2 czołgi i samochód. Po przejściu Kresowej BK przez szosę szwoleżerowie dołączyli do brygady stanowiąc jej ariergardę. 25 września pułk odpoczywał w Horyńcu. Wieczorem tego dnia szwoleżerowie jako oddział straży przedniej dotarli do szosy Krakowiec-Jaworów i otrzymali podobne zadanie jak ubiegłej nocy rozkaz zamknięcia szosy od strony Jaworowa. Po zajęciu stanowisk od strony wschodniej nadjechała kolumna wojsk niemieckich wycofująca się z linii demarkacyjnej, doszło do boju, który trwał do świtu. O świcie 26 września pojawił się parlamentariusz niemiecki, uzgodniono z dowództwem niemieckiej 28 DP, że GOKaw. przejdzie bez walki na południe, a niemiecka dywizja na zachód bez walki. Po przejściu 1 pułku szwoleżerów do Rogoźna odparto atak pancernej czołówki sowieckiej, a pluton ppanc. zniszczył 3 czołgi. 27 września 3 bateria wysadziła armaty w rejonie wsi Siedliska z uwagi na ich ugrzęźnięcie w bagnistym terenie. Na pozycje pułku uderzyły wojska Armii Czerwonej, odcinając go od Kresowej BK. Wobec powyższego płk J. Albrecht podzielił pułk na dwie grupy; I grupa por. Orpiszewskiego 3 szwadron, połowa szwadronu ckm i połowa plutonu ppanc. i pozostałe pododdziały pułkowe w grupie z dowódcą pułku i II grupa rtm. Wickenhagena szwadron marszowy z połową szwadronu ckm i plutonu ppanc. Obie grupy przebijały się osobno na południe ku granicy węgierskiej. Grupa rtm. Wickenhagena 50 km przed Przemyślem stoczyła zwycięską potyczkę z wojskami niemieckimi niszcząc samochód pancerny i biorąc do niewoli oficera z samochodem osobowym. 3 października 1939 w rejonie Medyki okrążona grupa dostała się do niemieckiej niewoli. Grupa płk. Albrechta skapitulowała przed wojskami niemieckimi i 4 października złożyła broń w Żurawicy.          

#### Grupa szwadronów 1 pułku szwoleżerów rtm. F. Flatau
11 września 1939 nastąpiło podzielenie 1 pułku szwoleżerów na dwie grupy, rozkazem dowódcy Mazowieckiej BK. Wieczorem stacjonujące w folwarku Tadeuszów jako odwód brygady 1, 2, 4 szwadrony i pluton ckm, wraz z działonem ppanc. włączone zostały do kolumny zastępcy dowódcy brygady płk. Mikołaja Więckowskiego, która na rozkaz dowódcy wycofała się w kierunku Leśnogóry. W nocy 12 września szwadrony zdobyły Leśnogórę, a o świcie 2 szwadron miejscowość Stawiska, poległo 4 szwoleżerów, a 1 został ranny. Tyły kolumny walczącej o Stawiska, zaatakował niemiecki oddział pancerny, niszcząc baterię 1 dak doszło do rozproszenia maszerującej kolumny. Dowództwo nad wycofującymi się szwadronami szwoleżerów objął dowódca 2 szwadronu rtm. Franciszek Flatau. 13 września szwadrony pomaszerowały w kierunku Garwolina przez Jeruzal i Kamieniec. W trakcie marszu 14 września szwadrony zostały ostrzelane przez niemiecką artylerię i broń maszynową pod miejscowością Żebrak i zostały okrążone. Nocą 14/15 września szwadrony wydostały się z okrążenia i pomaszerowały się w kierunku Żeliszew, szwadrony straciły kontakt z 2 szwadronem, przy którym pozostali dowódcy tych szwadronów. 15 września rtm. Flatau dowiedział się od dowódcy 52 pociągu pancernego na stacji kolejowej Sosnowe o miejscu przebywania, 22 pułku ułanów. 16 września szwadron 2/1 pszw. rtm. Flatau we wsi Wola Kałuska dołączył do płk. W. Płonki. Wraz z grupą 22 pułku ułanów szwoleżerowie podjęli marsz w kierunku Brześcia n/Bugiem, pod Kałuszynem kolumna została ostrzelana z zasadzki i poniosła straty w ludziach i koniach. Do szwadronu dołączyła część pułkowego plutonu łączności. 17 września grupa zatrzymała się na postój w lasach majątku Ruchna, tam grupa została zaskoczona przez oddział niemiecki, szwadron poniósł straty w rannych szwoleżerach i koniach.              
Nocą 17/18 września grupa kawalerii płk. Płonki przekroczyła szosę Mińsk Mazowiecki-Brześć nad Bugiem i maszerowała przez Bartniki, Korczew do Drohiczyna Podlaskiego. Szwadron wraz z grupą kawalerii odpoczywał we wsi Rusków. Po drodze dołączył do niego pododdział z dwoma taczankami z 11 puł. i pod Drohiczynem 4 szwadron szwoleżerów z grupką z 1 szwadronu. Od 19 września Grupa „Chełm” płk. W. Płonki podjęła marsz na południe kraju trasą Tyśmienic-Siemień-Parczew-Chełm, w trakcie marszu do grupy dołączały większe i mniejsze grupki żołnierzy. W Tyśmienicy 22 września rtm Flatau otrzymał rozkaz utworzenia ze szwoleżerów i żołnierzy Mazowieckiej BK dywizjonu szwoleżerów. 23 i 24 września z wciąż dołączających oddziałów płk Płonka utworzył Grupę "Chełm". Nocą 24/25 września grupa z rejonu Chełma pomaszerowała do Krasnegostawu, 26 września Latyczowa, a 27 września Żółkiewki, gdzie nastąpiło połączenie z Grupą płk. dypl. T. Zieleniewskiego. 29 września grupy podjęły marsz w kierunku Janowa Lubelskiego. Grupa płk. Płonki 29 września w Dzwoli okrążyła i rozbiła w walce niemiecki dywizjon ppanc. z 27 DP. Po walce Grupa i szwoleżerowie odpoczywali w lasach obok wsi Momoty. 30 września od wschodu oddziały polskie zostały otoczone przez wojska sowieckie. Nie mogąc się przebić na południe 1 października, Grupa Kawalerii płk. Płonki, w jej składzie dywizjon szwoleżerów, złożyli broń 2 października we wsi Bukowa przed wojskami sowieckimi. Większość oficerów dywizjonu szwoleżerów została zamordowana wiosną 1940.             

### Działania i walki pododdziałów II rzutu mobilizacyjnego 1 pułku szwoleżerów
Po wyruszeniu na front pułku, w koszarach w Warszawie pozostały nadwyżki mobilizacyjne i kadra, w ramach mobilizacji powszechnej w jej I rzucie rozpoczęto mobilizację szwadronu marszowego pułku pod dowództwem rtm. rez. Karola Wickenhagena w Wilanowie. Po sformowaniu szwadron składał się z czterech plutonów liniowych, plutonu ckm i działonu z armatą ppanc. kal. 37 mm. Szwadron marszowy w dniu 2 września opuścił rejon zakwaterowania i udał się w kierunku walk macierzystego pułku. 12 września wszedł w skład grupy dowódcy 1 pszw. płk. Albrechta i dzielił z nią dalszy szlak bojowy, aż do złożenia broni 3 października 1939 r.
Dowódcą Oddziału Zbierania Nadwyżek 1 pułku szwoleżerów został mjr Mieczysław Bigoszewski. Ze zgłaszających się do koszar pułku oficerów i szeregowych rezerwy formowano szwadrony i wysyłano sukcesywnie do Ośrodka Zapasowego Mazowieckiej BK w Garwolinie. Z zasobów ośrodka szwadrony były uzbrajane, przydzielano im konie, siodła, niepełne wyposażenie (brak było; masek pgaz., opatrunków osobistych, łopatek, hełmów, itd.). W oddziale zbierania nadwyżek wystawiano do 3 września reprezentacyjną konną asystę honorową, ostatnią akredytowanemu posłowi Turcji w sile plutonu. 4 września Ośrodek Zbierania Nadwyżek 1 pszw. wymaszerował do Ośrodka Zapasowego Mazowieckiej Brygady Kawalerii w Garwolinie, Oddział zakwaterowany został we wsi Zawady koło Garwolina.                              

#### 2 szwadron marszowy konny
Sformowany w ramach mobilizacji powszechnej pod dowództwem rtm. rez. Jana Ciurlik-Nowińskiego wymaszerował pieszo z Warszawy 2 września do Garwolina, na miejscu zakończono jego organizację, został wyposażony i uzbrojony otrzymał konie z mobilizacji. Wobec ataków lotnictwa niemieckiego na Garwolin 7 września szwadron wymaszerował w kierunku Włodawy, tam na miejscu dołączył do szwadronu 7 puł. rtm. L. Bernsteina i wspólnie pomaszerowali w kierunku Kowla przez Werby Nowe i Jeziorany. 18 września wszedł w skład Grupy „Kowel” płk. dypl. Leona Koca. Szwadron wszedł w skład dywizjonu kawalerii rtm. Ludwika Bernsteina. Z uwagi na wkroczenie wojsk sowieckich, szwadron rtm. Ciurlik-Nowińskiego w składzie dywizjonu walczył z bojówkami ukraińskimi w Jezierzanach i w Werbie koło Włodzimierza Wołyńskiego z dywersantami komunistycznymi i z czołgami sowieckimi. 20 września przeprawił się przez Bug pod Uściługiem i wraz z dywizjonem 27 września dotarł do Żółkiewki i wszedł w skład Grupy płk. dypl. T. Zieleniewskiego. 29 września ok. godz.10.00 idące w straży przedniej szwadrony 1 pszw. i 7 puł. przy stacji kolejowej Szastarka uderzyły na niemiecką zmotoryzowaną kolumnę taborową, którą zniszczono, zadając straty wrogowi. W trakcie walki oraz od niemieckiego ostrzału artyleryjskiego szwadron poniósł duże straty osobowe. W godzinach popołudniowych reszta szwadronu w składzie dywizjonu kawalerii wzięła udział w zwycięskim natarciu na Janów Lubelski, następnie reszta szwadronu pomaszerowała do wsi Momoty. W Momotach 30 września pozostałość szwadronu dołączyła do dywizjonu szwoleżerów rtm. Flatau. Rtm. Ciurlik-Nowiński ze swoimi szwoleżerami odmówił złożenia broni i wraz z innymi ochotnikami z dywizjonu zabrał sztandar pułkowy i pomaszerował wraz z dywizjonem rtm. Bernsteina w kierunku Wisły wychodząc poza okrążenie. Po drodze ukryto sztandar, 2 października w rejonie wsi Wrzelowiec zatopiono broń w stawach, a pododdział został rozwiązany.

#### 3 szwadron marszowy pieszy
Sformowany w koszarach szwoleżerów od 1 września z rezerwistów pod dowództwem por. Antoniego Lipkowskiego. 6 września szwadron wymaszerował do Garwolina, gdzie otrzymał uzupełnienie broni, pomimo zgromadzonych z mobilizacji w okolicy koni, brak było rzędów końskich, które spłonęły w zbombardowanych magazynach. Z tego względu szwadron pozostał pieszy. 9 września wymaszerował z bombardowanego Garwolina do Ryk. Tam dołączył do szwadronu 13 pułku ułanów rtm. Stanisława Zakrzewskiego. Po dojściu do Kurowa. Szwadron por. Lipkowskiego został włączony do Grupy Kawalerii ppłk. Edwarda Wani. W trakcie bitwy pod Cześnikami uległa częściowemu rozproszeniu Grupa Kawalerii Pieszej ppłk. Wani, 23 września spod Polanówki szwadron wycofał się na wschód, w kierunku Hrubieszowa. W trakcie marszu dowódca szwadronu przekazał dowodzenie nad trzema plutonami ppor. rez. Kazimierzowi Orzechowskiemu, a sam z jednym plutonem oddalił się w niewiadomym kierunku. Pozostała część szwadronu dołączyła do Grupy "Kowel" i wraz z nią dotarła 30 września do rejonu Janowa Lubelskiego. 30 września szwadron utracił kontakt z okrążoną grupą i ppor. Orzechowski rozpuścił podległe mu plutony, rozwiązując szwadron.

#### Dywizjon szwoleżerów warszawskiego pułku ułanów
Został utworzony ze szwoleżerów przybyłych wraz z OZN 1 pszw. do wsi Zawady pod Garwolinem. Organizację rozpoczęto w dniu 9 września poprzez sformowanie dwóch szwadronów, uzbrojeniu ich i wyposażeniu oraz przydzielono im konie. Utworzono dwa szwadrony szwoleżerów: 1 pod dowództwem por. Stefana Smolicza i 2 pod dowództwem rtm. Lubomira Packiewicza oraz dwa plutony; łączności dywizjonu pod dowództwem ppor. rez. Czesława Michalskiego i łączności warszawskiego pułku ułanów ppor. Lemańskiego. Każdy szwadron dywizjonu składał się z trzech plutonów liniowych i drużyny ckm, z dwoma ckm wz. 08. Adiutantem dywizjonu został rtm. rez. Jerzy Romocki. 11 września dywizjon pomaszerował na wschód w rejon Radzynia Podlaskiego, gdzie nazajutrz zakończono wyposażanie i uzbrajanie szwadronów. 13 września dywizjon szwoleżerów w składzie warszawskiego pułku ułanów wszedł w skład Kombinowanej Brygady Kawalerii płk. Adama Zakrzewskiego. Warszawski puł. 14 września pomaszerował w kierunku Łuszczowa, następnie 16/17 września dotarł w rejon Woli Żulińskiej i objął obronę linii rzeki Wieprz od Borowicy, przez Siennicę do Nadolna. 18 września dowódcą dywizjonu szwoleżerów został ppłk Piotr Głogowski. Atakującą w kierunku Zamościa 39 Dywizją Piechoty rez. od zachodu osłaniała Kombinowana BK poruszająca się po zachodnim brzegu Wieprza. Zgodnie z tym warszawski puł. współdziałając z 9 pułkiem piechoty Leg. 18/19 września wykonał natarcie na Krasnystaw. Pomimo początkowego powodzenia natarcie zostało zatrzymane przez kontratak niemieckiej 4 DP. Dywizjon szwoleżerów poniósł straty, kilku poległych, a ranny został dowódca 1 szwadronu por. Smolicz i 4 innych oficerów dywizjonu. Ze względu na niezdobycie miasta dywizjon osłaniał brygadę od strony Krasnegostawu, a nocą 19/20 września wykonał marsz osiągając o świcie rejon Honiatycz, gdzie stanął na postój. Następnej nocy 20/21 września wykonał marsz do rejonu lasu kolonii Przewale, skąd o godz.14.00 wykonał natarcie w szyku pieszym na Komarów, który zdobyto. 22 września. Brygada Kawalerii płk. Zakrzewskiego weszła w skład Grupy Operacyjnej Kawalerii gen. bryg.  W. Andersa. 23 września brygada maszerowała za czołowymi oddziałami grupy (Wołyńską BK) w kierunku granicy węgierskiej. Z uwagi na rozproszenie czołowych oddziałów Wołyńskiej BK do I rzutu natarcia zostały wprowadzone pułki Kombinowanej BK, natarcie spieszonego warszawskiego pułku ułanów i 8 pułku ułanów było wykonane przy wsparciu baterii 2 dywizjonu artylerii konnej w kierunku maszerującej ze wsi Rudki kolumny niemieckiej z 68 DP oraz wsi Kaczorki i Jacnia. W środku ugrupowania nacierał dywizjon szwoleżerów, mając za sąsiadów z prawej 8 puł. i lewej dywizjon 11 puł. W godzinach popołudniowych natarcie szwadronów zbliżyło się do niemieckiej kolumny na odległość 300 m i zostało zatrzymane silnym ostrzałem broni maszynowej i artylerii. Dodatkowo nieprzyjaciel wyprowadził kontratak piechoty z rejonu wzg. 297 na 8 puł. i częściowo dywizjon szwoleżerów. Artyleria niemiecka ostrzelała koniowodnych w lesie i tabory powodując popłoch koni. W dodatku na tyły natarcia, wyszło kolejne uderzenie niemieckiego batalionu od Adamowa wzdłuż szosy Potoczek-Jacnia. Resztki szwadronów odskoczyły do Niemirówek, Dominikanówka. W natarciu poległo i zostało rannych oraz dostało się do niewoli niemieckiej ponad 60% stanu dywizjonu szwoleżerów. Wieczorem dowódca dywizjonu ppłk Głogowski zdołał zebrać około 90 szwoleżerów. W dniach 24-27 września ppłk Głogowski próbował w rejonie Aleksandrowa, Józefowa i Terespola pod Biłgorajem, przebić się ze szwoleżerami z okrążenia. Próby skończyły się fiaskiem i szwoleżerowie dostali się do niewoli niemieckiej.
| Struktura organizacyjna i obsada personalna we wrześniu 1939 | Struktura organizacyjna i obsada personalna we wrześniu 1939 |
| Stanowisko                                                   | Stopień, imię i nazwisko                                     |
| ------------------------------------------------------------ | ------------------------------------------------------------ |
| Dowództwo                                                    |                                                              |
| dowódca pułku                                                | płk dypl. kaw. Janusz Albrecht                               |
| zastępca dowódcy pułku                                       | mjr Aleksander Hrynkiewicz                                   |
| II zastępca dowódcy pułku                                    | mjr Aleksander Dymitr Szalikaszwili (do 7 IX 1939)           |
| kwatermistrz                                                 | mjr kaw. Mieczysław Bigoszewski                              |
| adiutant                                                     | por. Witold Marian Tarnowski                                 |
| oficer ordynansowy i informacyjny                            | ppor. Jan Kazimierz Kochański                                |
| oficer broni                                                 | chor. Ryszard Czubowicz                                      |
| dowódca szwadronu gospodarczego                              | por. rez. Edward Ledóchowski                                 |
| oficer żywnościowy                                           | por. rez. Stanisław Karol Jacobson                           |
| płatnik                                                      | kpt. int. Grzegorz Jung                                      |
| lekarz                                                       | mjr lek. dr Stefan Tarnawski                                 |
| lekarz wet.                                                  | kpt. lek. wet. Piotr Bylina                                  |
| kapelan                                                      | ks. Jan Słoniński                                            |
| 1 szwadron                                                   |                                                              |
| dowódca 1 szwadronu                                          | rtm. Ludwik Bieńkowski                                       |
| dowódca I plutonu                                            | por. Stanisław Arkadiusz Dejewski                            |
| dowódca II plutonu                                           | ppor. Witold Kazimierz Ostrowski                             |
| dowódca III plutonu                                          | ppor. rez. Tadeusz Topolnicki                                |
| 2 szwadron                                                   |                                                              |
| dowódca 2 szwadronu                                          | rtm. Franciszek Flatau                                       |
| dowódca I plutonu                                            | ppor. Zbigniew Henryk Zieliński                              |
| dowódca II plutonu                                           | ppor. rez. Andrzej Manteuffel                                |
| dowódca III plutonu                                          | pchor. Józef Przybyszewski                                   |
| 3 szwadron                                                   |                                                              |
| dowódca 3 szwadronu                                          | por. Stefan Andrzej Orpiszewski                              |
| dowódca I plutonu                                            | por. Witold Weli Hózman-Mirza-Sulkiewicz                     |
| dowódca II plutonu                                           | ppor. Marian Nitecki                                         |
| dowódca III plutonu                                          | ppor. Tomasz Libiszowski ppor. Tadeusz Topolnicki            |
| 4 szwadron                                                   |                                                              |
| dowódca 4 szwadronu                                          | rtm. Roman Chruszczewski                                     |
| dowódca I plutonu                                            | por. rez. Michał Jaworski                                    |
| dowódca II plutonu                                           | ppor. Andrzej Lucjan Janiszewski                             |
| dowódca III plutonu                                          | por. rez. Tadeusz Staszewskiwachm. Jan Wojnowski             |
| szwadron ckm                                                 |                                                              |
| dowódca szwadronu ckm                                        | rtm Kazimierz Pereświet-Sołtan                               |
| dowódca I plutonu                                            | ppor. Józef Mossakowski                                      |
| dowódca II plutonu                                           | por. rez. Michał Bylina                                      |
| dowódca III plutonu                                          | ppor. Alfred Steinkeller                                     |
| Pododdziały specjalne                                        |                                                              |
| dowódca plutonu łączności                                    | ppor. rez. Stanisław Jastrzębski                             |
| dowódca plutonu kolarzy                                      | por. Ryszard Jerzy Trętowski                                 |
| dowódca drużyny pionierów                                    | ppor. rez. Mieczysław Czyhiryn                               |
| dowódca plutonu przeciwpancernego                            | por. Bohdan Pawłowicz                                        |
| nieetatowy zastępca dowódcy plutonu                          | ppor. rez. Stanisław Barański                                |

## 1 pułk szwoleżerów Armii Krajowej

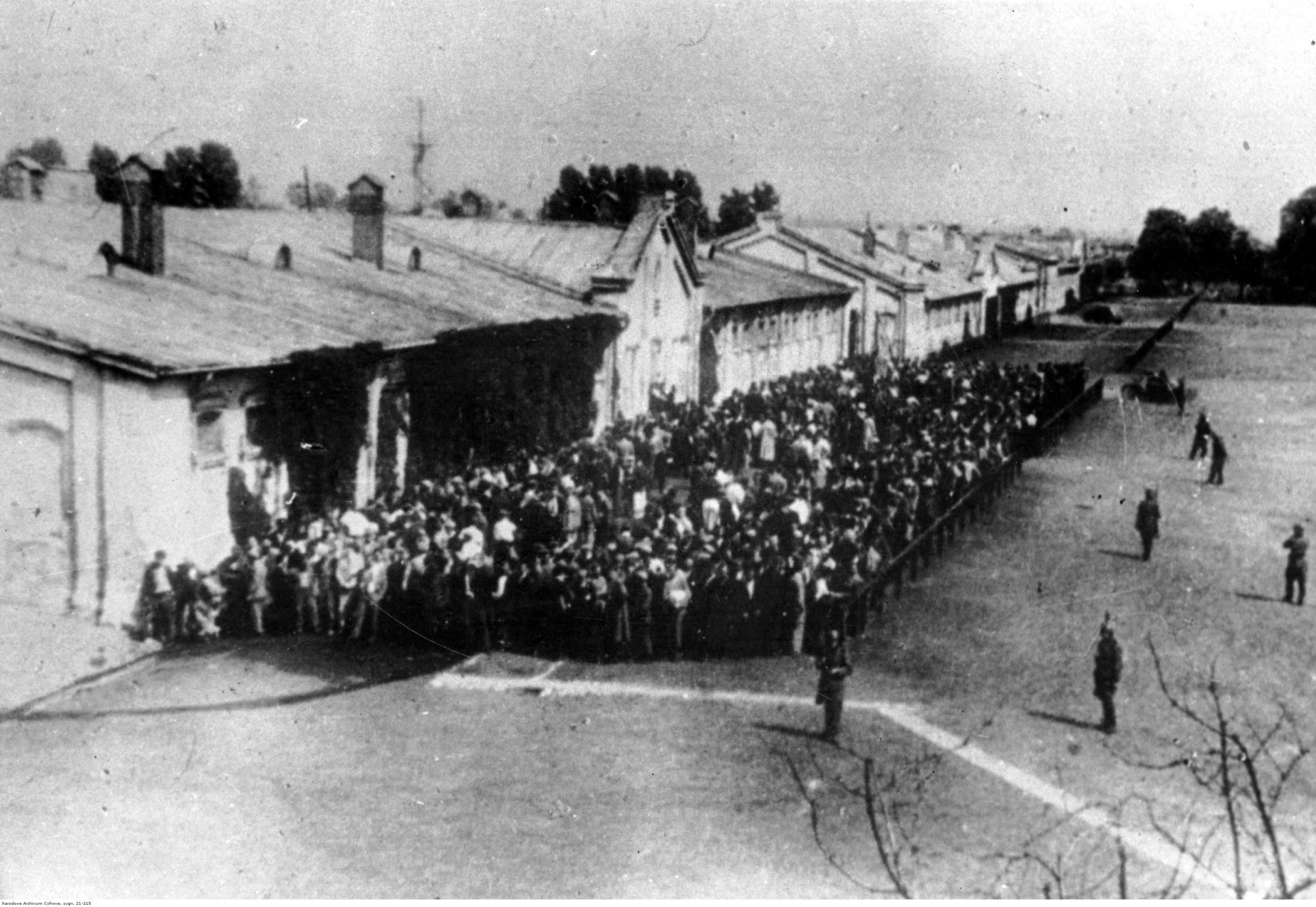
Koszary 1 Pułku Szwolożerów wykorzystywane w czasie okupacji niemieckiej jako punkt zborny osób zatrzymywanych w czasie łapanek

Na terenie V Obwodu Mokotów Okręgu Warszawskiego SZP, ZWZ, AK już jesienią 1939 przystąpiono do odtwarzania w konspiracji 1 pułku szwoleżerów, początkowo pod dowództwem mjr. Mieczysława Bigoszewskiego ps. "Groch", od maja 1943 rtm. Stefana Smolicza ps. "Wrak". 1 pułk szwoleżerów w większości według struktur konspiracyjnych stanowił 1 Rejon V Obwodu. Sformowano w Warszawie 4 szwadrony liniowe i szwadron ckm. Pułk w latach okupacji z jednostki skadrowanej rozwinął się do stanu do 600 szwoleżerów. Wziął udział w Powstaniu Warszawskim w okresie od 1 sierpnia 1944 do 2 października 1944 na terenie Czerniakowa, Mokotowa, lasów Chojnowskich i Śródmieścia. W folwarku Sobótka w powiecie sandomierskim rtm. Karol Wickenhagen w swoim majątku ziemskim rozpoczął tworzenie szwadronu szwoleżerów. Gromadzono żołnierzy kawalerii, broń, mundury, rzędy końskie i wyposażenie kawaleryjskie. Prowadzono praktyczne szkolenie dla ochotników z okolicy, a dodatkowo prowadzono szkolenie dla szkoły podchorążych i podoficerskiej. Od 1943 utworzono pododdział pogotowia bojowego. sformowano 3 plutony liniowe i pluton ckm z 3 karabinami maszynowymi. 26 lipca 1944 szwadron podjął działania bojowe w ramach akcji "Burza" i "Deszcz". Szwadron w trakcie koncentracji, marszu do Warszawy i późniejszych walk Kieleckiego Korpusu AK stanowił kawalerię dywizyjną 2 Dywizji Piechoty Legionów AK. Rozformowany został 24 grudnia 1944 z uwagi na trudną sytuację na zapleczu frontu i nasycenie wojskiem niemieckim terenu działań.

## W Polskich Siłach Zbrojnych
5 lutego 1945 przystąpiono do organizacji 1 pułku szwoleżerów (kadrowego), jako rozpoznawczego pułku samochodów pancernych I Korpusu Polskiego. W związku z zakończeniem wojny, do 10 listopada 1945  pułk rozwiązano.

## Symbole pułkowe

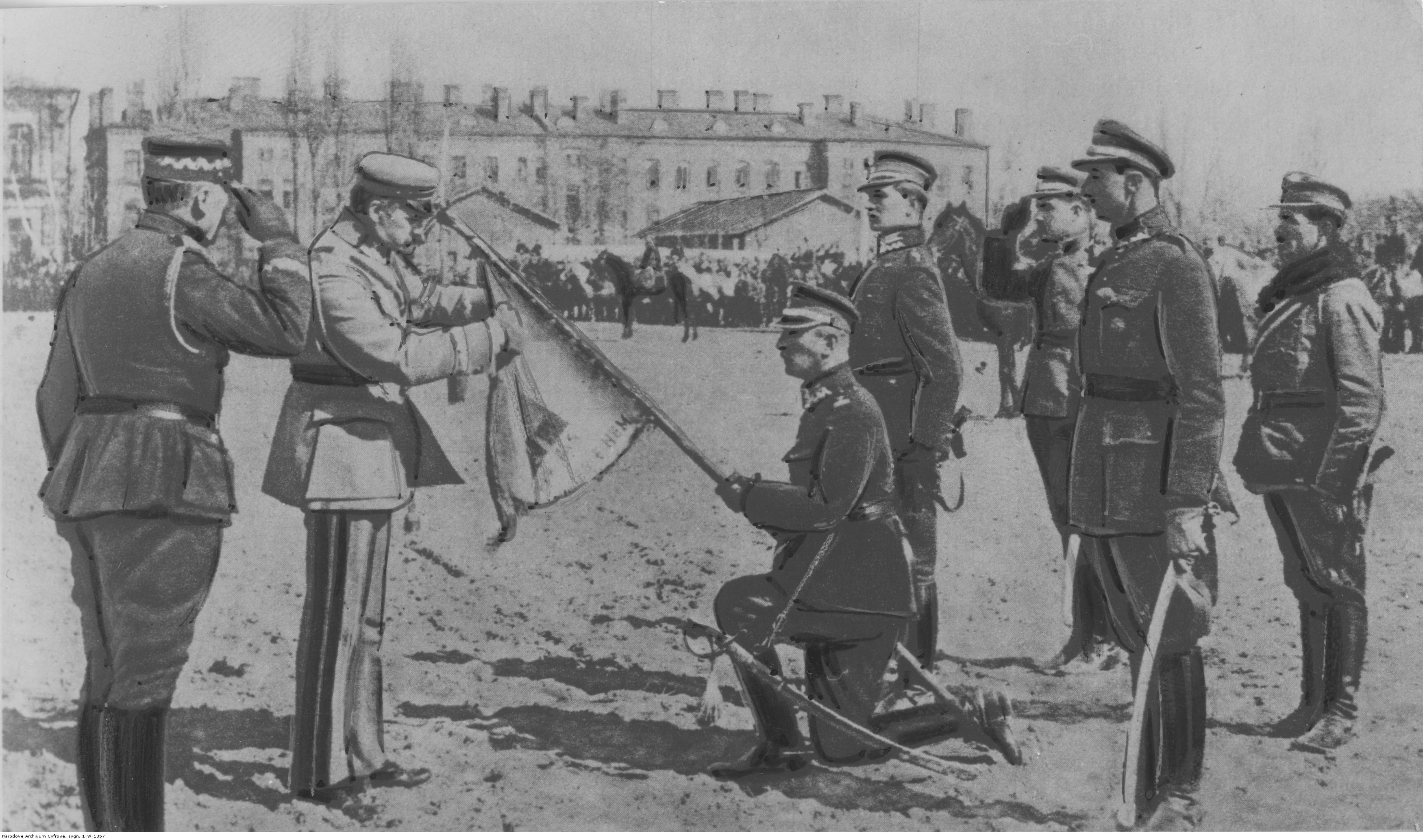
Marsz. Piłsudski dekoruje sztandar 1 Pułku Szwoleżerów Krzyżem Srebrnym Orderu Wojennego Virtuti Militari

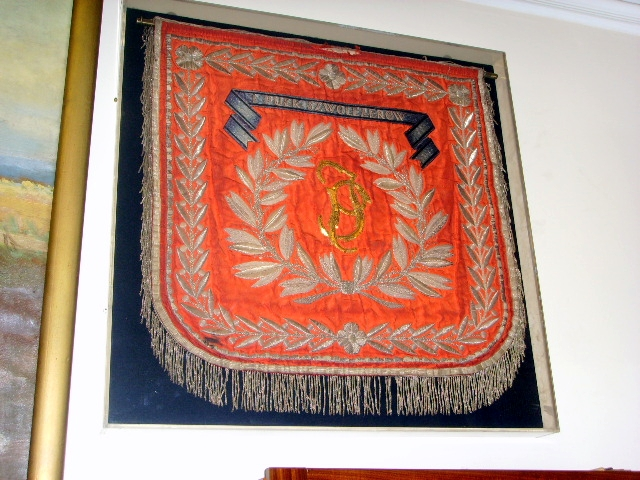
Płomień pułkowej fanfary (trąbki) ze zbiorów Muzeum i Instytutu Sikorskiego w Londynie

### Sztandar
Jesienią 1919 w Warszawie zorganizował się komitet, który dla pułku ufundował sztandar. Na jednej stronie sztandaru wyhaftowano obraz Matki Boskiej Ostrobramskiej oraz napis „Tuum fac. nec respicies finem”, a na drugiej stronie sztandaru Orzeł Biały oraz napis „1-y pułk szwoleżerów Józefa Piłsudskiego”. W kościele garnizonowym na placu Saskim odbyła się 17 listopada uroczystość poświęcenia sztandaru, którego dokonał biskup polowy wojsk polskich ks. Stanisław Gall. Po poświęceniu sztandar został przewieziony na dziedziniec Belwederu, gdzie Marszałek Józef Piłsudski wbił gwóźdź z napisem „Wilno”, a następnie wręczył go dowódcy pułku mjr. Gustawowi Orlicz-Dreszerowi.
Sztandar pułku za całokształt pracy bojowej otrzymał Krzyż Virtuti Militari V klasy, a dekoracja odbyła się 19 marca 1921 w Chełmie.
Po wojnie sztandar został odnaleziony w Zakrzówku i przewieziony do Muzeum Wojska Polskiego w Warszawie.

### Odznaka pamiątkowa
13 grudnia 1921 generał porucznik Kazimierz Sosnkowski zezwolił na noszenie odznak pamiątkowych wyłącznie tych, które zostały zatwierdzone przez Ministra Spraw Wojskowych lub Naczelnego Wodza. Wśród tych odznak została wymieniona odznaka pamiątkowa 1 pułku szwoleżerów. 12 lutego 1929 Minister Spraw Wojskowych zatwierdził regulamin odznaki pamiątkowej. Odznaka o wymiarach 50 mm ma kształt wielopromiennej gwiazdy orderowej w centrum której umieszczono medalion z inicjałami „JP”, obwiedziony wstęgą Orderu Virtuti Militari. Odznaka oficerska – dwuczęściowa, wykonana w srebrze, emaliowana. Autorem projektu odznaki był por. Stanisław Szygiel, a wykonawcą Wiktor Gontarczyk z Warszawy.

### Oznaka żałobna
26 czerwca 1935 Minister Spraw Wojskowych „w celu uczczenia i utrwalenia pamięci Marszałka Józefa Piłsudskiego w pułkach: 1 szwoleżerów, 41 i 66 piechoty, których Szefem był Zmarły Marszałek oraz dla Korpusu Kadetów Nr 1, który w tytule swoim nosi Nazwisko Marszałka Piłsudskiego – ustanowił stałą oznakę żałobną.” Oznakę stanowiła czarna obwódka, średnicy 3 mm, złożona z podwójnego czarnego sznura – jedwabnego u oficerów i podoficerów zawodowych, a bawełnianego u szeregowców i kadetów – przyszyta do krawędzi lewego naramiennika kurtki i płaszcza, i noszona stale w służbie i poza służbą do wszystkich rodzajów ubioru wojskowego.

### Święto pułkowe
W 1920 zebranie oficerskie podjęło uchwałę by świętem pułku był dzień 10 grudnia, rocznica chrztu bojowego – pierwszej bitwy Pułku stoczonej w 1918 pod Dołhobyczowem przez zbiorowy szwadron, wystawiony w połowie przez 2 i 3 szwadron.
19 maja 1927 Minister Spraw Wojskowych marszałek Polski Józef Piłsudski „ustalił i zatwierdził” dzień 10 grudnia świętem pułkowym.

### Barwa
| Barwa | Opis                                                     |
| ----- | -------------------------------------------------------- |
|       | Proporczyk srebrny z wąskim amarantowym paskiem pośrodku |
|       | Proporczyk dowództwa                                     |
|       | Proporczyk 1 szwadronu                                   |
|       | Proporczyk 2 szwadronu                                   |
|       | Proporczyk 3 szwadronu                                   |
|       | Proporczyk 4 szwadronu                                   |
|       | Proporczyk 5 szwadronu ckm                               |
|       | Proporczyk plutonu łączności                             |
| Inne  | Opis                                                     |
|       | na czapce okrągłej – otok amarantowy                     |
|       | Lampasy amarantowe, wypustka biała                       |
|       | „Łapka” (do 1921) – karmazynowa, wypustka biała          |

### Żurawiejka
| Szwoleżery kręcą głową, Chcą być Gwardią Narodową.                         | Zawsze dumny z szefa swego, To szwoleżer Piłsudskiego. | Ciesz się, bracie szwoleżerze, Masz protekcję w Belwederze. |
| Siedzą sobie tak w Warszawie. Przy kieliszku i przy kawie.                 | Z adiutantów i lekarzy, Ma Warszawa pułk gówniarzy.    | W Belwederze na kwaterze Pośpisz, bracie szwoleżerze.       |
| Po każdej zwrotce: Lance do boju, szable w dłoń, bolszewika goń, goń, goń! |                                                        |                                                             |

## Szwoleżerowie Józefa Piłsudskiego
Dowódcy pułku
- rtm. / mjr Gustaw Orlicz-Dreszer (5 XI 1918 – 29 IV 1920)
- rtm. Jan Głogowski (29 IV 1920 – 25 V 1920)
- mjr Gustaw Orlicz-Dreszer (25 V – 25 VI 1920)
- rtm./mjr Jan Głogowski (25 VI – 15 VIII 1920)
- mjr dypl. Jerzy Grobicki (15 VIII 1920 – 8 V 1921)
- ppłk kaw. Jan Głogowski (8 V 1921 – 30 IX 1926 → p.o. dowódcy XII BK)
- płk dypl. kaw. dr Bolesław Wieniawa-Długoszowski (30 IX 1926 – 26 X 1928)
- ppłk / płk dypl. kaw. Jan Karcz (31 X 1928 – 2 X 1931 → szef Departamentu Kawalerii MSWojsk.)
- płk dypl. kaw. Antoni Durski-Trzaska (2 X 1931 – 29 V 1937 → dowódca 10 BK)
- płk dypl. kaw. Janusz Albrecht (29 V 1937 – 29 IX 1939)

Zastępcy dowódcy pułku (od 1938 – I zastępca dowódcy)
- rtm. Marian Żółkiewski (od 7 XII 1918)
- mjr / ppłk kaw. Rudolf Wirski (był w 1923 – V 1927 → zca dowódcy 17 puł.[70])
- ppłk kaw. Kazimierz Duchnowski (V 1927[71] – XI 1928 → dowódca 23 puł.)
- mjr / ppłk kaw. Kazimierz Mastalerz (XI 1928 – 31 III 1930 → dowódca 8 puł.)
- ppłk kaw. Konrad Zembrzuski (31 III 1930 – 23 III 1932 → dowódca 15 puł.)
- ppłk dypl. kaw. Józef Trepto (23 III 1932 – 21 III 1935 → szef sztabu DOK I)
- ppłk dypl. kaw. Józef Szostak (21 III 1935 – 1936 → Sztab Główny)
- mjr / ppłk kaw. Zdzisław Dziadulski (27 X 1936 – VIII 1939 → OZ Kawalerii „Garwolin”)
- mjr kaw. Aleksander Hrynkiewicz (1939)

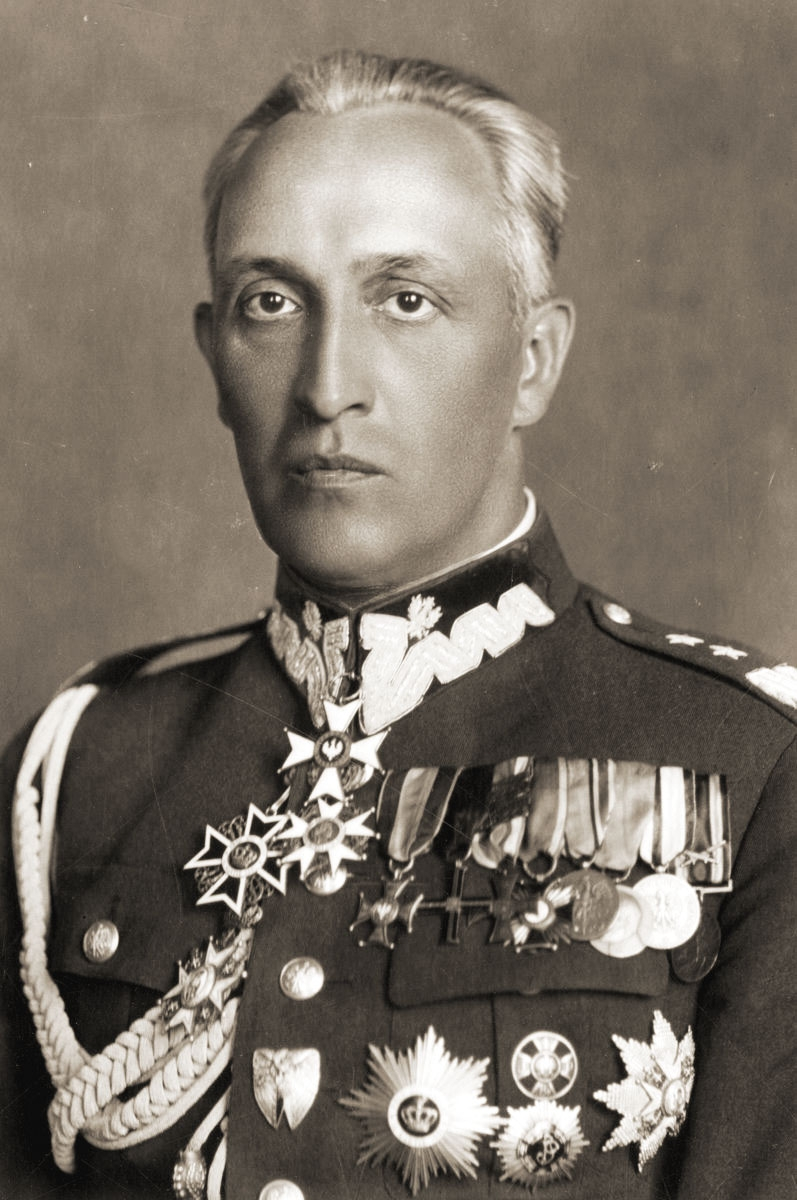
Orlicz-Dreszer
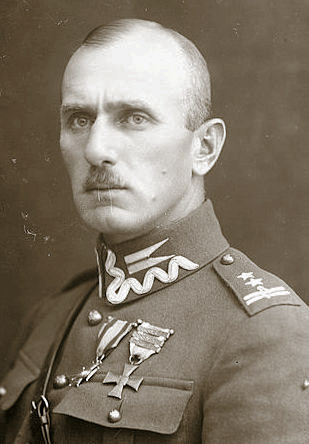
Jan Głogowski
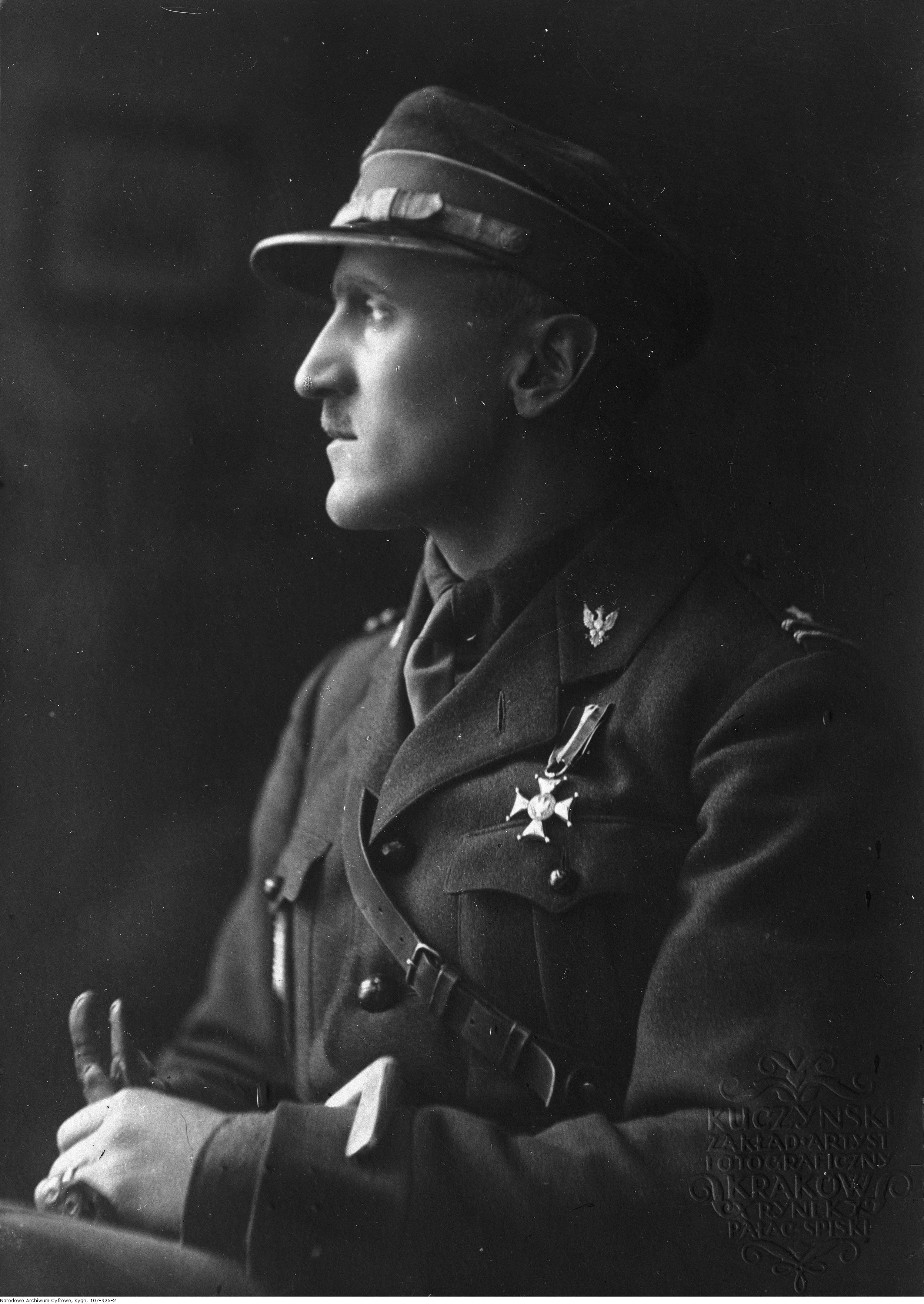
Jerzy Grobicki
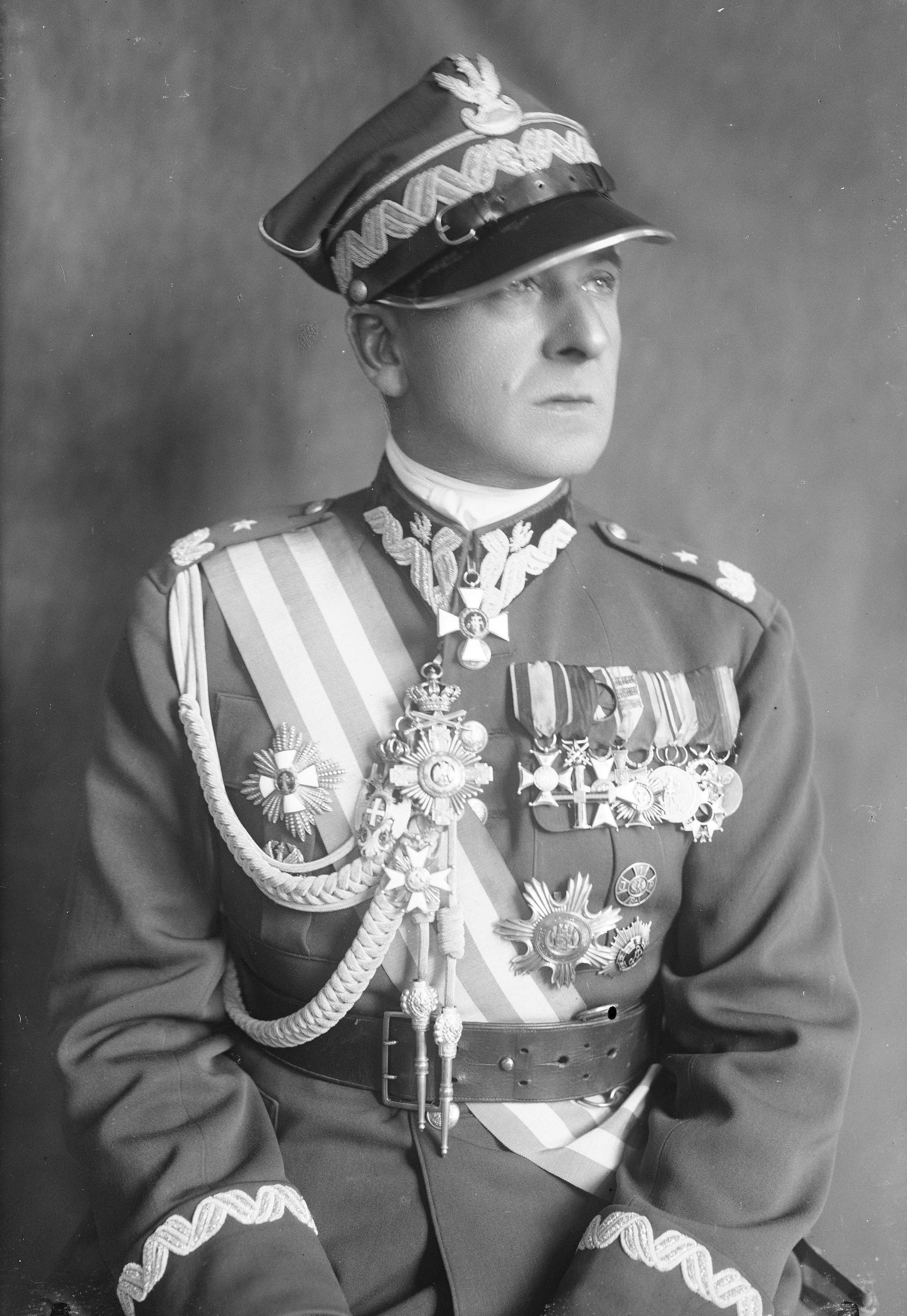
Bolesław Wieniawa-Długoszowski
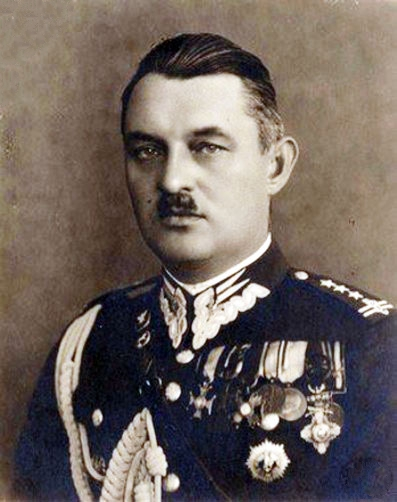
Jan Karcz
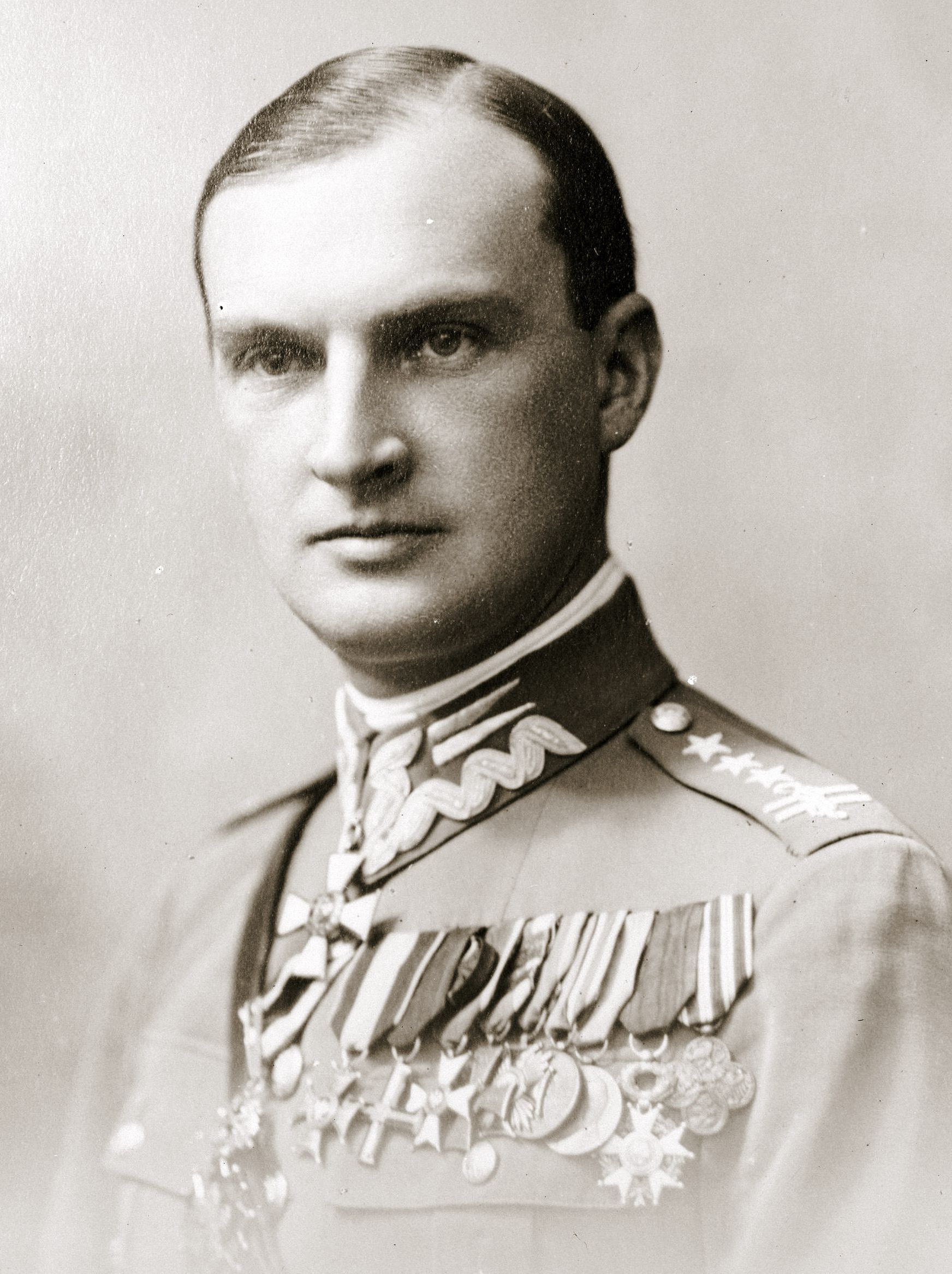
Antoni Durski-Trzaska
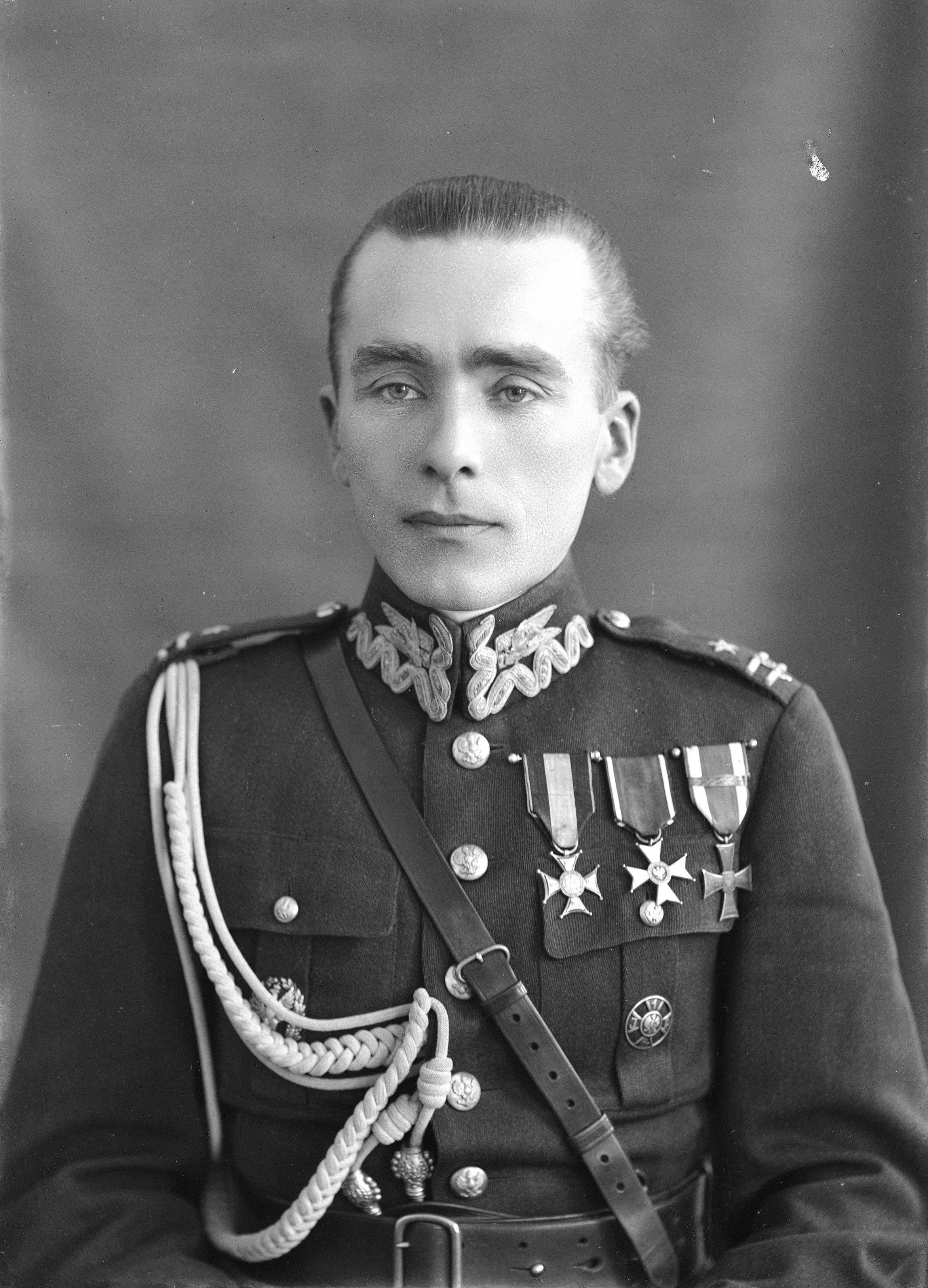
Janusz Albrecht

### Żołnierze 1 pułku szwoleżerów - ofiary zbrodni katyńskiej
Biogramy zamordowanych oficerów znajdują się na stronie internetowej Muzeum Katyńskiego
| Nazwisko i imię             | stopień              | zawód              | miejsce pracy przed mobilizacją              | zamordowany |
| --------------------------- | -------------------- | ------------------ | -------------------------------------------- | ----------- |
| Chruszczewski Roman         | rotmistrz            | żołnierz zawodowy  |                                              | Charków     |
| Czarkowski Jan Bolesław     | porucznik            | żołnierz zawodowy  |                                              | Katyń       |
| Dejewski Arkadiusz          | porucznik            | żołnierz zawodowy  |                                              | Katyń       |
| Doliński Mieczysław         | podporucznik rezerwy | inżynier rolnik    |                                              | Charków     |
| Jacobson Stanisław          | porucznik rezerwy    | inżynier rolnik    | Związek Spółdzielni Mleczarskich w Warszawie | Charków     |
| Kobusiewicz Aleksander      | podporucznik rezerwy | inżynier rolnik    | majątek Rusociny                             | Katyń       |
| Korzybski-Habdank Stanisław | porucznik rezerwy    | prawnik            | sędzia sądu w Warszawie                      | Katyń       |
| Krusche Jan                 | rotmistrz rezerwy    | prawnik            | kier. fabryki w Warszawie                    | Katyń       |
| Kuszel Jerzy                | rotmistrz w st. sp.  |                    |                                              | Charków     |
| Ostromęcki Piotr            | porucznik            | żołnierz zawodowy  |                                              | Katyń       |
| Ostrowski Witold            | podporucznik         | żołnierz zawodowy  |                                              | Katyń       |
| Perednia Jerzy              | podporucznik rezerwy | lekarz weterynarii | praktyka w Bielsku                           | Katyń       |
| Staszewski Tadeusz          | porucznik rezerwy    |                    | przedsiębiorca                               | Katyń       |
| Zieliński Zbigniew          | podporucznik         | żołnierz zawodowy  |                                              | Katyń       |

## Upamiętnienie

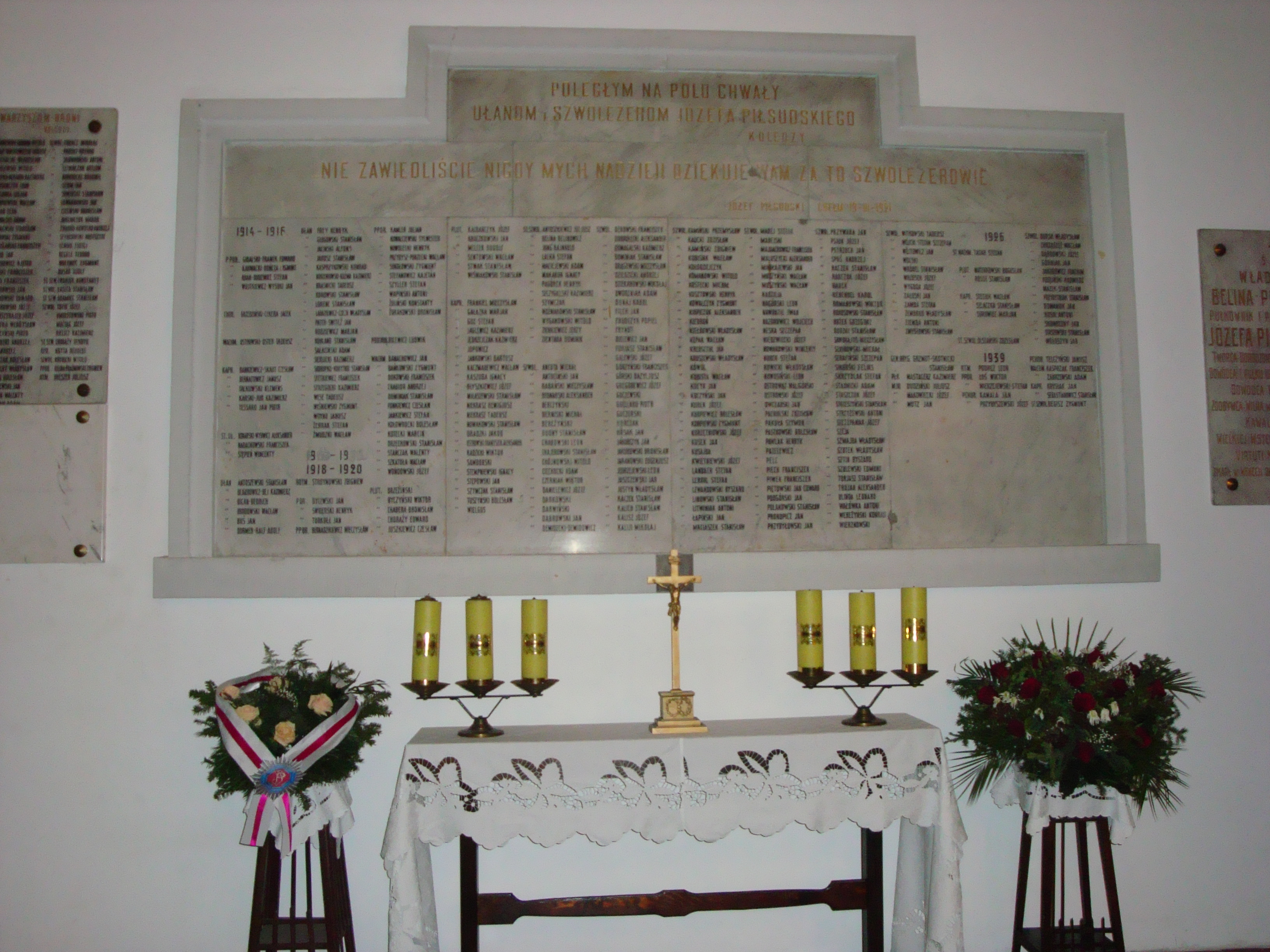
Tablica epitafijna poległych żołnierzy 1 Pułku Szwoleżerów Józefa Piłsudskiego w katedrze polskokatolickiej św. Ducha w Warszawie

W katedrze Świętego Ducha w Warszawie, garnizonowym kościele pułku w okresie II Rzeczypospolitej, została ustanowiona tablica epitafijna poległych żołnierzy 1 Pułku Szwoleżerów, a obok niej 9 grudnia 1936 w została odsłonięta tablica upamiętniająca płk. Jana Głogowskiego i gen. Gustawa Orlicz-Dreszera.